# Марьина Горка

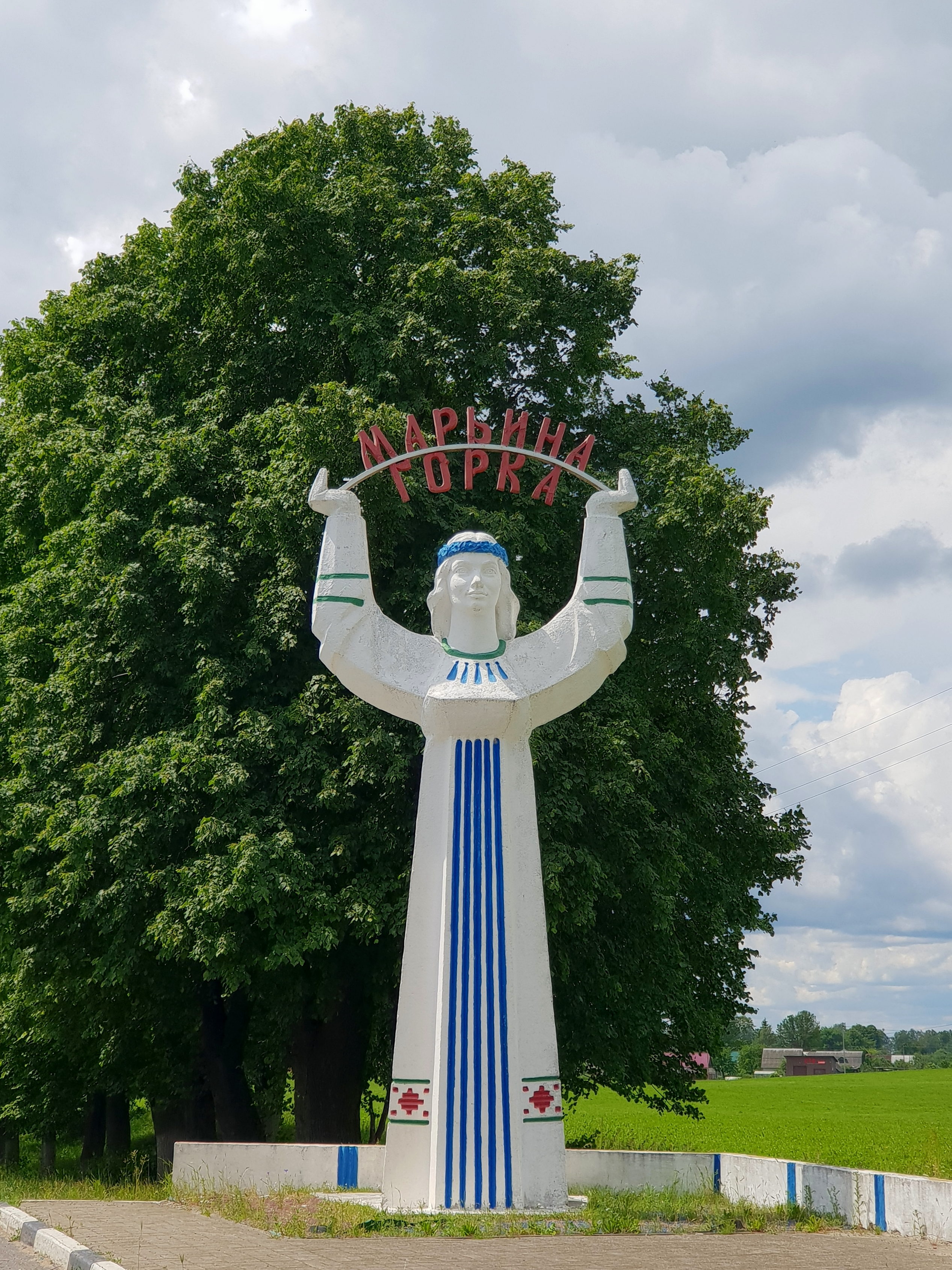
Скульптура Марьи — символ Марьиной Горки. Въезд в город со стороны Минска

Ма́рьина Го́рка (бел. Мар’іна Горка) — город (с 1955 года), административный и культурный центр Пуховичского района Минской области Беларуси.
В нескольких километрах от города (деревня Антоново, Новосёлковский сельсовет) отмечен географический центр Республики Беларусь.
Численность населения — 19 994 человек (на 1 января 2025 года).

## Геральдика
Герб и флаг утверждены решением Пуховичского районного Совета депутатов от 14 июля 2000 года № 45. Герб зарегистрирован в Гербовом матрикуле Республики Беларусь 22 июля 2000 года № 42.

## География
Марьина Горка расположена в 63 километрах к юго-востоку от Минска. Высота центра — 190 м над уровнем моря. Вблизи города проходит автомобильная трасса М5 Минск — Гомель, а также железная дорога Минск — Гомель (станция Пуховичи).

### Водная система
В черте города протекает река Титовка, шириной 20—40 м. Начало берёт из реки Птичь, около д. Русаковичи; впадает в Свислочь около Пуховичи. Длина Титовки — 33 км, расход воды — 2,16 м³/с (у устья). На реке создано водохранилище — Марьина Горка, есть небольшой городской пляж. Рядом с городом, в 2,5 км, по дороге Марьина Горка — Узда (трасса Р68), находится озеро Загайское, площадью 0,65 км², а также, в 2 км по дороге Марьина Горка — Старые Дороги (трасса Р92) — искусственное озеро Михайловское, площадью 0,35 км2.

### Климат
Температура в январе в среднем составляет −6,9 °C, со средним минимумом −16,3 °C (1987) и максимумом +0,3 °C (1989); в июле средний показатель +17,7 °C, от +14,2 °C (1979) до +22 °C (1936). Ежегодное количество осадков — 631 мм — в целом средний показатель для страны. Вегетационный период составляет 188 суток.

## История
Появление человека на территории Пуховичского района отмечается около 9-го тысячелетия до н. э. Остатки поселений человека каменного века обнаружены возле деревень Сергеевичи и Подгатье. Каменные шлифованные топоры и обломки керамики бронзового века (2-е тысячелетие до н. э. — VII век до н. э.) найдены около деревень Блужа, Дричин, Лядцо, Поддубье, Теребель, Уборки. Городища и селища железного века (VII век до н. э. — IX век н. э.) выявлены близ деревень Блужский Бор, Болочанка, Бор, Великое Поле, Дудичи, Жоровка, Ковалевичи, Лешница, Матеевичи, Междуречье, Поддубье, Светлый Бор, Теребуты. Восточнославянскому племени дреговичей принадлежат курганы и курганные могильники IX—XII веков, которых в районе насчитывается около 20. В XII—XIII веках нынешняя территория Пуховичского района входила в состав Полоцкого княжества.
В середине XIV века она вошла в Великое княжество Литовское. Значительная часть территории относилась к бывшей волости Бакшты, северо-восточная часть входила в Свислочскую волость. После административно-территориальной реформы 1565—1566 годов территория современного Пуховичского района вошла в состав Минского повета Минского воеводства Великого княжества Литовского. С 1793 года, после 2-го раздела Речи Посполитой — в составе Российской империи, в Игуменском уезде Минской губернии.
В 1873 году через территорию района прошла Либаво-Роменская железная дорога. В 1894 году в имении Поречье основан стеклозавод. 17 июля 1924 года с образованием Минского округа образован Пуховичский район с центром в местечке Пуховичи, вошедший в округ.
29 июля 1925 года на 1-м районном съезде Советов было решено перенести центр района из местечка Пуховичи в поселок Марьина Горка. В 1933 году в Пуховичском районе проживало 100,8 тыс. человек. На территории в 2512 км² было создано 28 сельсоветов. 15 января 1938 года район включён в Минскую область. 27 сентября 1938 года пос. Марьина Горка преобразован в городской поселок., а 22 июля 1955 г. гор. пос. Марьина Горка утверждён в статусе города. В 1956 году к Пуховичскому району присоединена часть расформированного Гресского, в 1960 году — часть Узденского и весь Руденский район. В 1966 году в результате второго этапа административно-территориальной реформы вновь созданному Узденскому району была возвращена его часть.
28 июня 1941 года городской посёлок Марьина Горка был захвачен немецкими войсками группы армий «Центр». Фашисты превратили райцентр в опорный пункт. Здесь располагались военный гарнизон (3000 чел.), Зенитно-артиллерийская школа и школа минного дела (800 военнослужащих), армейский госпиталь и концлагерь, в котором находилось до тысячи заключённых. Помещение Центральной районной больницы использовалось немцами под конюшню. Во время оккупации вермахт ввел в Марьиной Горке оккупационный режим: с 21.00 по 05.00 устанавливался комендантский час. Однако город не был покорён: в активную борьбу с немцами включилось Марьиногорское антифашистское подполье. Были созданы партизанские отряды «Пламя», «Победа», «Слава», им. Чапаева. 21 августа 1941 года был организован Пуховичский подпольный райком РК(б)Б в составе пяти человек (секретарь В. Я. Шклярик). Подпольно издавалась газета «Партизан Белоруссии». При участии подпольщицы Л. Г. Гайдученок (1921—1943) — секретаря Минского подпольного райкома ЛКСМБ — в городе был создан Пуховичский подпольный райком ЛКСМБ. С её участием образовывались подвижные боевые группы. Она координировала всю борьбу комсомольцев-подпольщиков города с центром. Погибла в неравном бою 23 мая 1943 года, налаживая их связь с партизанами отряда «Пламя».
С 5 июня 1943 года на базе четырёх отрядов была сформирована бригада «Пламя» под командованием майора Е. Ф. Филипских. С 5 августа 1943 года бригада активно принимала участие в «рельсовой войне». К июлю 1944 года в результате 143 проведённых боевых операций на участке Руденск-Марьина Горка-Талька был нанесен значительный материальный урон врагу: пущено под откос 134 эшелона, подбито 117 танков, бронемашин, взорвано 56 железнодорожных и шоссейных мостов, сбито 5 самолётов, убито свыше 4 тыс. фашистов и 320 взято в плен. При взаимодействии с партизанскими бригадами «Буревестник» (командир М. Г. Мармулёв), 1-й, 2-й, 3-й Минскими (командиры Иванов Е. А., Андреев Н. Г., Мысник Г.П) и спецотрядом «Мститель» (командир Ваупшасов С.А) в результате успешных действий была очищена от оккупантов часть территории района, на которой образовалась партизанская зона (350 км²).
Усилия войск вермахта не смогли сломить сопротивления жителей Марьиной Горки и района, хотя ими было проведено 5 карательных операций, сожжено полностью 15 и частично 64 деревень. В борьбе с захватчиками погибло 5919 славных сыновей и дочерей Пуховщины, из них 4151 человек на фронтах Великой Отечественной войны, 1192 человек в боях на территории района. При отступлении врага город был разрушен им на 90 %: полностью уничтожен военный городок, административные здания, Дом Красной Армии, две школы, сожжен жилой фонд. Общие потери, нанесённые народному хозяйству Марьиной Горки, составили 6 млн 51,6 тыс. руб.
Район и гор. поселок Марьина Горка был освобожден 3 июля 1944 года войсками 1-го гвардейского Донского танкового корпуса, командир генерал-майор М. Ф. Панов (49А, 2-й Белорусский фронт), во взаимодействии с 1-й гвардейской Калинковичско-Речицкой мотострелковой бригадой, а именно батальоном гвардии майора И. Г. Кобякова (3А, 1-й Белорусский фронт) и с партизанами бригад «Пламя», «Буревестник» в ходе Минской операции.
Благодарные марьиногорцы в честь ознаменования боевых заслуг, проявленных при освобождении города, в 1969 году присвоили звание Почетный житель города Марьина Горки И. Г. Кобякову и М. Ф. Панову.

### Исторические сведения
- 29 мая 1876 г. было основано всесословное специальное учреждение 3-го разряда — сельскохозяйственная школа с образованием посёлка Марьино
- 13 июля 1905 г. в Марьина Горке на базарной площади произошла всеобщая забастовка в знак протеста против репрессий царизма в Минске
- в 1906 г. в поселке начала работать почтово-телеграфная связь
- в 1926 г. образована артель «Объединённый труд» — современное предприятие пищекомбинат
- в 1939 г. в гор. поселке Марьина Горка создано военное пехотное училище, а в деревне Пуховичи — военная лётная школа
- Около деревни Лужица, Ананичский сельсовет, размещался скрытый военный аэродром
- 16 июля 1944 г. бригада «Пламя» под командованием Героя Советского Союза Е. Ф. Филипских под своим Боевым Знаменем прошла на Партизанском параде по улицам освобождённого Минска
- Преобразован в город 22 июля 1955 года на основании Указа Президиума ВС БССР от 22.07.1955 О преобразовании городского посёлка Марьина Горка в город районного подчинения
- в 1980 г. в Марьиной Горке было 41 улица, 25 переулков. Их длина — 52 км, площадь города 457 га; в 2009 году соответственно — 75 улиц, 42 переулка. Общая длина — 102 км

### В составе Республики Беларусь
- 20 октября 1995 года административные единицы Пуховичский район и город Марьина Горка, имеющие общий административный центр, объединены в одну административную единицу — Пуховичский район[5].
- 22 июля 2000 года утверждён Герб Марьиной Горки, зарегистрирован в Гербовом матрикуле Республики Беларусь № 42
- 12 сентября 2002 года Президент Республики Беларусь А. Г. Лукашенко в Марьиной Горке вручил впервые в Вооружённых силах Боевое Знамя нового образца с белорусской символикой 5-й отдельной бригаде специального назначения.

## Военный гарнизон
В Марьиной Горке с 30-х годов прошлого века размещались различные воинские формирования:
- 11-я кавалерийская Оренбургская ордена Ленина Краснознамённая ордена Красной Звезды дивизия имени тов. Морозова (1935—1940), входившая в состав 3-го кавалерийского корпуса и позднее 6-го кавалерийского корпуса[6]. Расформирована в июле 1940 года.
- 214-я воздушно-десантная бригада, в дальнейшем реорганизованная в 4-й воздушно-десантный корпус в составе 8-я воздушно-десантной бригады, 9-я воздушно-десантной бригады и 214-й бригады.[7]
- 326-й десантный бомбардировочный авиационный полк
- 3-й тяжелый бомбардировочный авиационный полк, входивший в состав 42-й дальнебомбардировочной авиационной дивизии[8] — базировался на аэродроме Сенча.
- Пуховичское пехотное училище
- Пуховичская военная школа пилотов[9] — сформирована приказом НКО № 008 от 14 марта 1940 г., в конце 1940 года передислоцирована в Поставы Вилейской области
- 8-я гвардейская танковая дивизия
- 30-я гвардейская мотострелковая дивизия размещалась до 1968 года, вторично выведена в Марьину Горку из ЧССР в 1990 году.
- 5-я отдельная бригада специального назначения ГРУ ГШ — сформирована в 1962 году.
- 1011-й десантно-штурмовой батальон 5-й гвардейской танковой армии.
- 334-й отдельный отряд специального назначения — сформирован из состава 5-й обрСпН для действий в Афганистане в составе 15-й обрСпН.

## Население

### Численность
Численность населения — 19 994 человек (на 1 января 2025 года).
По переписи 1999 года в Марьиной Горке проживало 23 846 человек. Половой состав: мужчины составляют 46,2 %, женщины — 53,8 %. В последние годы отмечается тенденция к уменьшению численности населения. В 2010 г. в Марьиной Горке родилось 223 человек, что составило 30,34 % зарегистрированных рождений в Пуховичском районе (735 человек). Однако, за этот период скончались 242 жителя райцентра, что составило 20,5 % от умерших (1180 человек) в районе.
Численность населения города на 1 января 2023 года составляет 20 242 человек.

### Национальный состав
По переписи 1939 года, в городе проживало 3484 белорусов (53,2 %), 1720 русских (26,3 %), 786 евреев (12 %), 254 украинцев (3,9 %), 67 поляков (1 %).
По переписи 1999 года, в городе жили представители 26 национальностей и 19 народностей: белорусы — 71,9 %, русские — 21,27 %, украинцы — 4,85 %, поляки — 0,56 %. Другие национальности составляют в совокупности 1,42 %.
По переписи 2009 года, белорусы составляли 78,05 % населения, русские — 16,93 %, украинцы — 3,52 %, поляки — 0,41 %, татары — 0,22 %, армяне — 0,2 %.

### Демография
В 1989 году население района составило 77,1 тыс. человек (30,0 тыс. человек — городское население/47,1 тыс. человек — сельское население). В 1999 году в районе проживало 77,9 тыс. человек, из них: 33,6 тыс. человек — городское население, 44,3 тыс. человек — сельское население. Прирост составил 0,01 %.
По городу Марьина Горка:

## План развития и застройки
В 1967 году был разработан генеральный план развития и застройки города, по которому р. Титовка и железная дорога делят город на 3 района: Залинейный, Северный, Центральный.
Планировка города Марьина Горка в своей центральной части отличается регулярностью. Главная улица (Октябрьская) совпадает с трассой дороги (Р59-Р92), ведущей из Минска в город Старые Дороги, и разрезает город на две части. Прямоугольная система планировки образуется дублирующими, параллельными (улицы Ленинская, Андреевская, П. Гучка и др.) и поперечными (улицы Володарского, К. Маркса, Чапаева, Пролетарская, Ф. Энгельса и др.) направлениями. Такая планировочная организация типична для малых городов, которые упорядочивались в XIX веке сообразно простейшим геометрическим схемам. Генплан был спроектирован на проживание в г. Марьина Горке 20 тыс. человек.
Второй генплан города был разработан институтом «БелНИИПградостроительство» в 1994 году. В связи с пересмотром принципиальных подходов к градостроительному развитию города, а также в связи с уходом из города воинских частей, был разработан в 2009 году генплан развития райцентра на период до 2025 года, с выделением первого этапа — до 2015 года.

## Транспорт

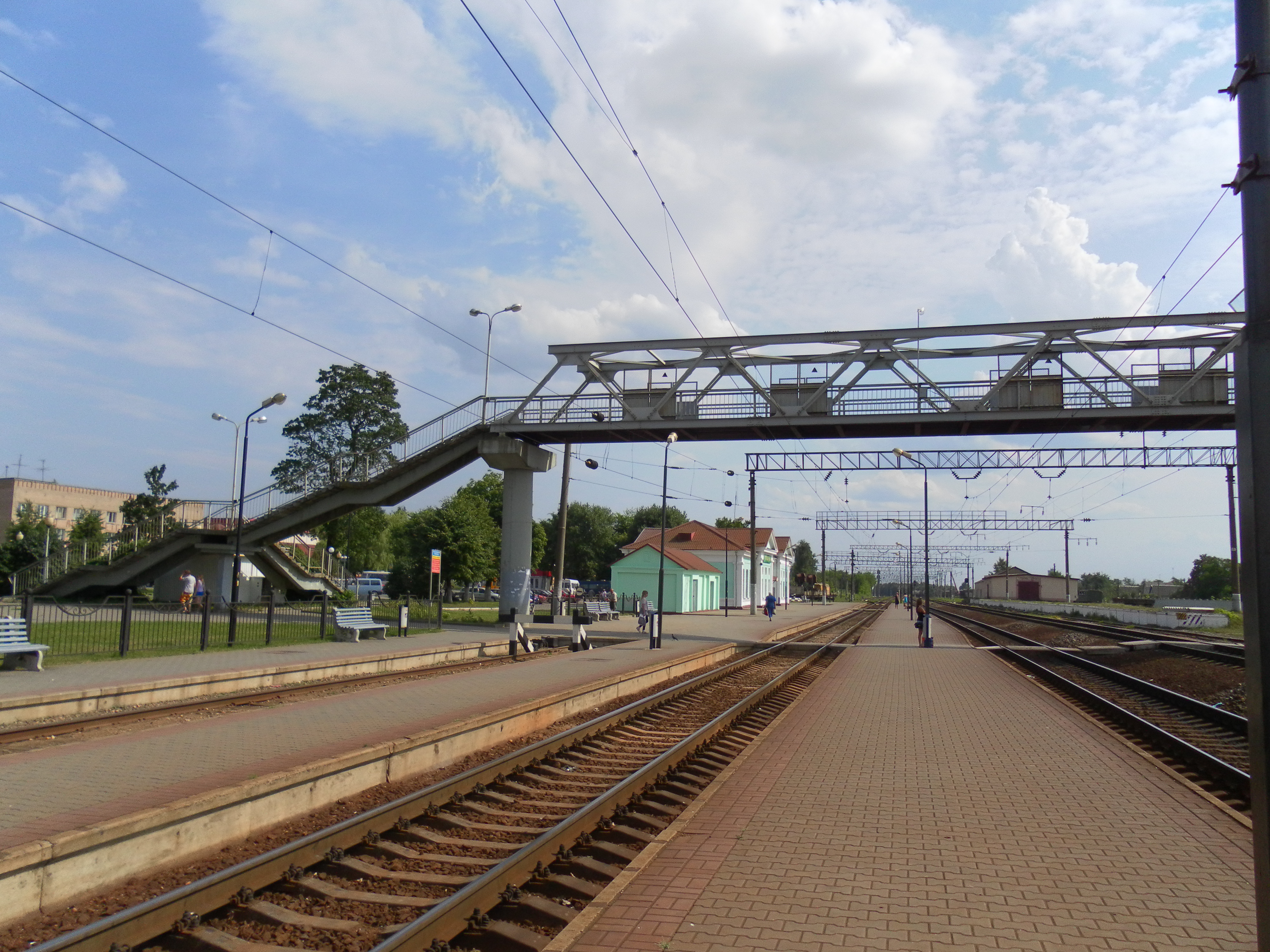
Железнодорожная станция в Марьиной Горке

Марьина Горка — главный транспортный узел Пуховичского района. В 70 км на северо-восток от города расположен международный аэропорт «Минск-2».
Железнодорожная станция Пуховичи относится к 3 классу и за день может пропустить 48 пассажирских и 24 грузовых поездов. Пассажиропоток от 45 тыс. до 32 тыс. человек в месяц (сентябрь 2010 года), в зависимости от сезона. Объём грузоперевозок: погрузка леса, комбикормов, зерна, ж/б материалов — в среднем 300 вагонов в месяц (около 14 тыс. т), разгружают за месяц до 400 вагонов — сыпучие грузы, нефтепродукты, строительные материалы и т. д. (для Пуховичского, Червенского РайПО и других организаций). Прямое железнодорожное сообщение с Минском (в северо-западном направлении) — электропоезда (в летний сезон до 30 раз в сутки), с Осиповичами (в юго-восточном) — электропоезда (в летний сезон до 15 раз в сутки).
Город связан регулярным автомобильным сообщением со всеми сельсоветами. Городской и пригородный транспорт представлен автобусами ДУП «Автомобильный парк № 19» и другими, а также маршрутными такси (Марьина Горка-Минск, станция метро Могилёвская). Всего маршрутов: пригородных в скоростном режиме — 21, по г. Марьина Горка — 6, пригородных (в экспресс-режиме) — 2. Основными транспортными узлами в городе являются площадь Привокзальная, перед железнодорожным вокзалом и расположенный вблизи (300 м) автовокзал. Всего автобусами общего пользования за 9 месяцев 2010 года перевезено 153,8 тысяч пассажиров. В городе есть несколько транспортных развязок.
В 2015 году на окраине города началось строительство экспериментального демонстрационного полигона надземной лёгкой, городской и грузовой струнной моно- и бирельсовой транспортной системы SkyWay, первую очередь которого уже завершили а к концу 2018 года достроят высокоскоростной участок на 22 км.

## Экономика

### Промышленность
В районе работают 22 промышленных предприятия. Среднесписочная численность промышленно-производственного персонала за 2009 год составила 3399 человек. В Марьиной Горке размещены: комбинат хлебопродуктов (336 человек), ОАО «Машпищепрод», пищекомбинат (134 человек), молочный завод (69 человек), ОАО «Пуховичский опытно-экспериментальный завод», ОАО «Пуховичилён» (105 человек), КП ДУП «Марьиногорский завод железобетонных изделий» (64 человек), хлебозавод, ОАО «Пуховичинефтепродукт», промкомбинат, обувная фабрика, птицефабрика, а также 8 организаций строительной индустрии, автокомбинат «Облсельстрой» и автопарк № 19.
Основные виды выпускаемой продукции: оборудование технологическое для перерабатывающих отраслей агропрома, изделия светотехники, изделия из пластмасс, плёнки полимерные, металлоконструкции сварные, сборные железобетонные изделия, бетон, строительный раствор, картон, льноволокно, пиломатериалы, комбикорма, премиксы, белково-витаминные добавки. Потребительские товары: мороженое, картофелепродукты, мясопродукты, вина плодовые, безалкогольные напитки, детские игрушки.
Объём производства промышленной продукции за 2009 год в сопоставимых ценах составил 360,3 млрд рублей, или 98,4 % к уровню 2008 года при прогнозном показателе 111 %. Потребительских товаров произведено на 105,5 млрд рублей, или 98,7 % к уровню 2008 года (прогноз — 111,7 %).
Весомый вклад в экономику района вносят организации, подчинённые республиканским органам управления, которые произвели 58,4 % общего объёма продукции промышленности на 210,5 млрд рублей. 38,7 % общего объёма промышленной продукции произведено организациями без ведомственной подчиненности, 139,6 млрд рублей.
Из общего количества промышленных предприятий наибольший удельный вес занимает ОАО «Пуховичский комбинат хлебопродуктов» — 32,2 %, темп роста выпуска промышленной продукции за 2009 год составил 113,6 % (прогноз — 108 %). Высокие темпы роста производства промышленной продукции у ДУП «Марьиногорский завод железобетонных изделий» 163,3 % (прогноз — 115,8 %), филиала «Белэнергостройиндустрия» ОАО «Белэнергострой» — 118,4 % (прогноз — 112,5 %), СООО «Пуховичимясопродукт» — 139,1 % (прогноз — 111 %).

## Инфраструктура
В городе находятся районный центр культуры, историко-краеведческий музей (филиал), кинотеатр «Октябрь», три библиотеки: Центральная районная библиотека, взрослая и детская библиотеки; музыкальная школа и школа искусств; Белорусская ассоциация помощи детям-инвалидам и молодым инвалидам (БелАПДИиМИ); центр внешкольной работы «Свитанак».

## Здравоохранение
В Марьиной Горке размещена Центральная районная больница (ЦРБ) на 290 мест. История её началась с 1918 года. Население города обслуживается тремя бригадами скорой помощи. В 2004 году компьютеризирован центральный пост диспетчера — установлена трехканальная связь приёма вызовов (в год до 8500 выездов). В городе работают две поликлиники на 1100 посещений в день, в них ведется приём по 19 специальностям. В бывшем доме творчества писателей размещен детский медицинский реабилитационный центр «Пуховичи». Оздоровлением горожан занимаются: дом отдыха «Индустрия» (3 км от Марьиной Горки), Дом отдыха «Пуховичи» (в 12 км от города, на реке Свислочь), детский оздоровительный лагерь «Лесная сказка» на 120 мест (22 км от райцентра, на реке Свислочь), Дом охотника — около деревни Залесье Пуховичского сельсовета (20 км). С 2004 года действует Детская деревня-«SOS».

## Образование

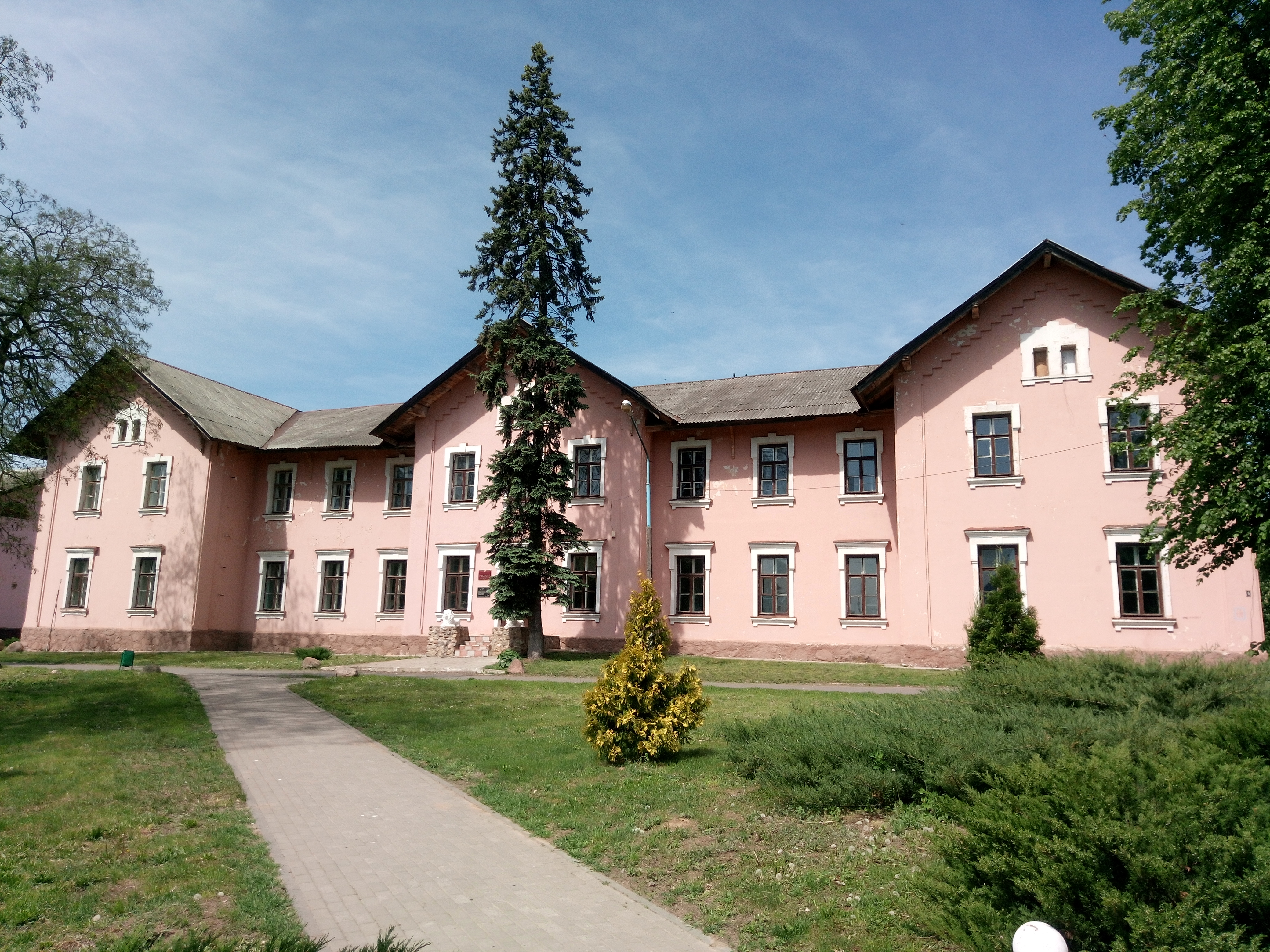
Марьиногорский государственный ордена Знак Почета аграрно-технический колледж имени В. Е. Лобанка в Марьино

В городе (п. Марьино) находится аграрно-технический колледж имени В. Е. Лобанка, а также гимназия (на 1250 мест) и четыре школы, одна из них на белорусском языке, пять детских дошкольных учреждений.
Систему образования Пуховичского района составляют 63 учреждения различного типа, в том числе: 1 гимназия, 23 средние школы, 2 учебно-педагогических комплекса детский сад-базовая школа, 8 учебно-педагогических комплексов детский сад-средняя школа, 1 вечерняя школа, дошкольный центр развития ребёнка, 20 дошкольных учреждений, два центра внешкольной работы, центр коррекционно-развивающего обучения и реабилитации, Руденская вспомогательная школа-интернат для детей-сирот и детей, оставшихся без попечения родителей, центр детского туризма и экскурсий, районный детский социальный приют.

## Культура
В г. Марьина Горка расположены филиалы государственного учреждения «Пуховичский районный краеведческий музей» с картинной галереей (аг. Блонь):
- Художественная галерея

- Отдел музея «Герои и подвиги»

## События и мероприятия
- Ежегодный региональный фестиваль песни и музыки «Майскі вальс» на приз композитора Игоря Лученка

## Достопримечательности

### Часовня
В городе находится римско-католический приход Святого Антония Падуанского, при котором действует часовня. Здание часовни, постройки до 1941 года, приспособлено в 2000—2005 годах для религиозных целей. В часовне имеются иконы святых католических Святого Антония Падуанского и Матери Божьей Остробрамской.

Костёл Святого Антония Падуанского
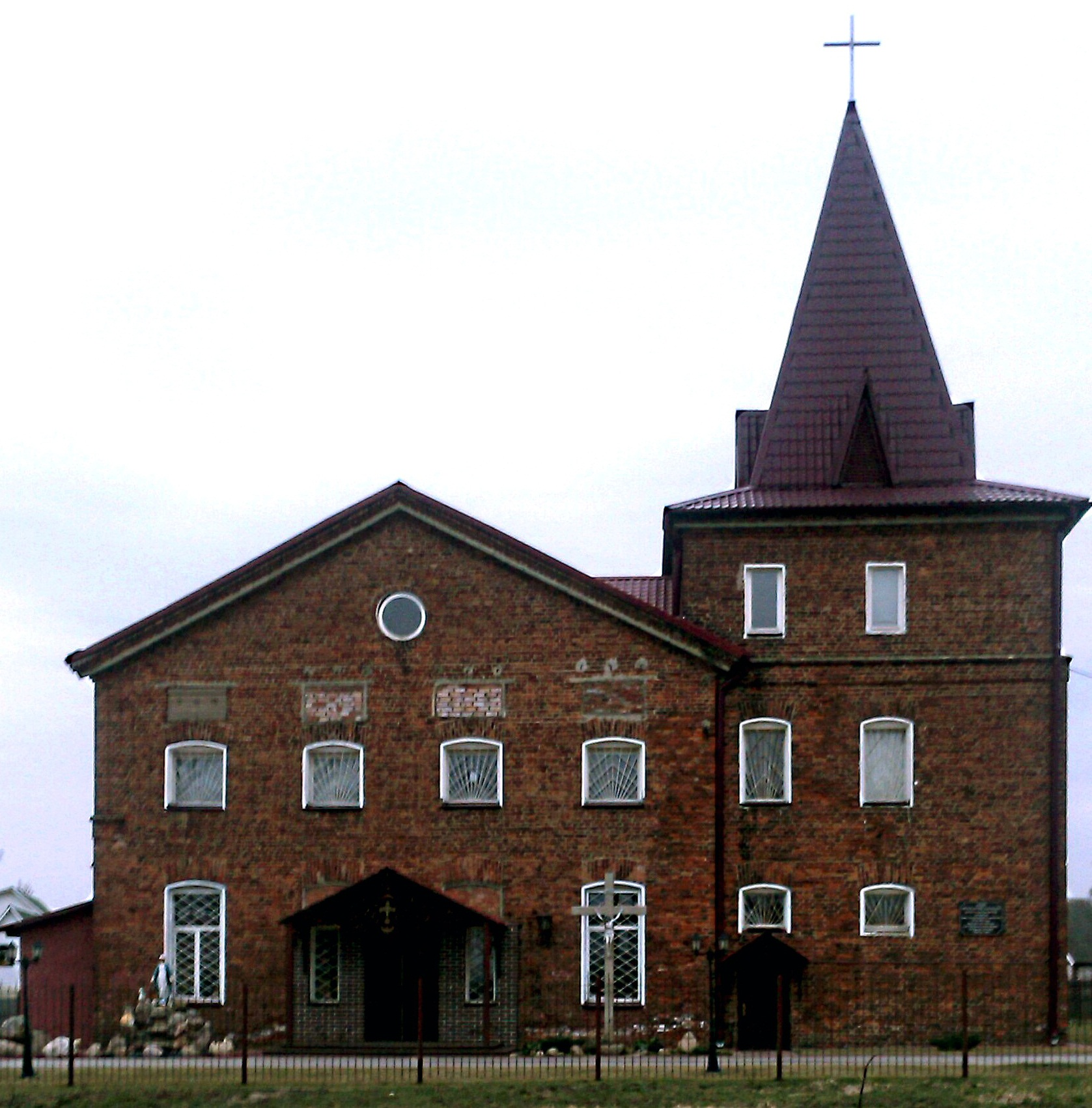
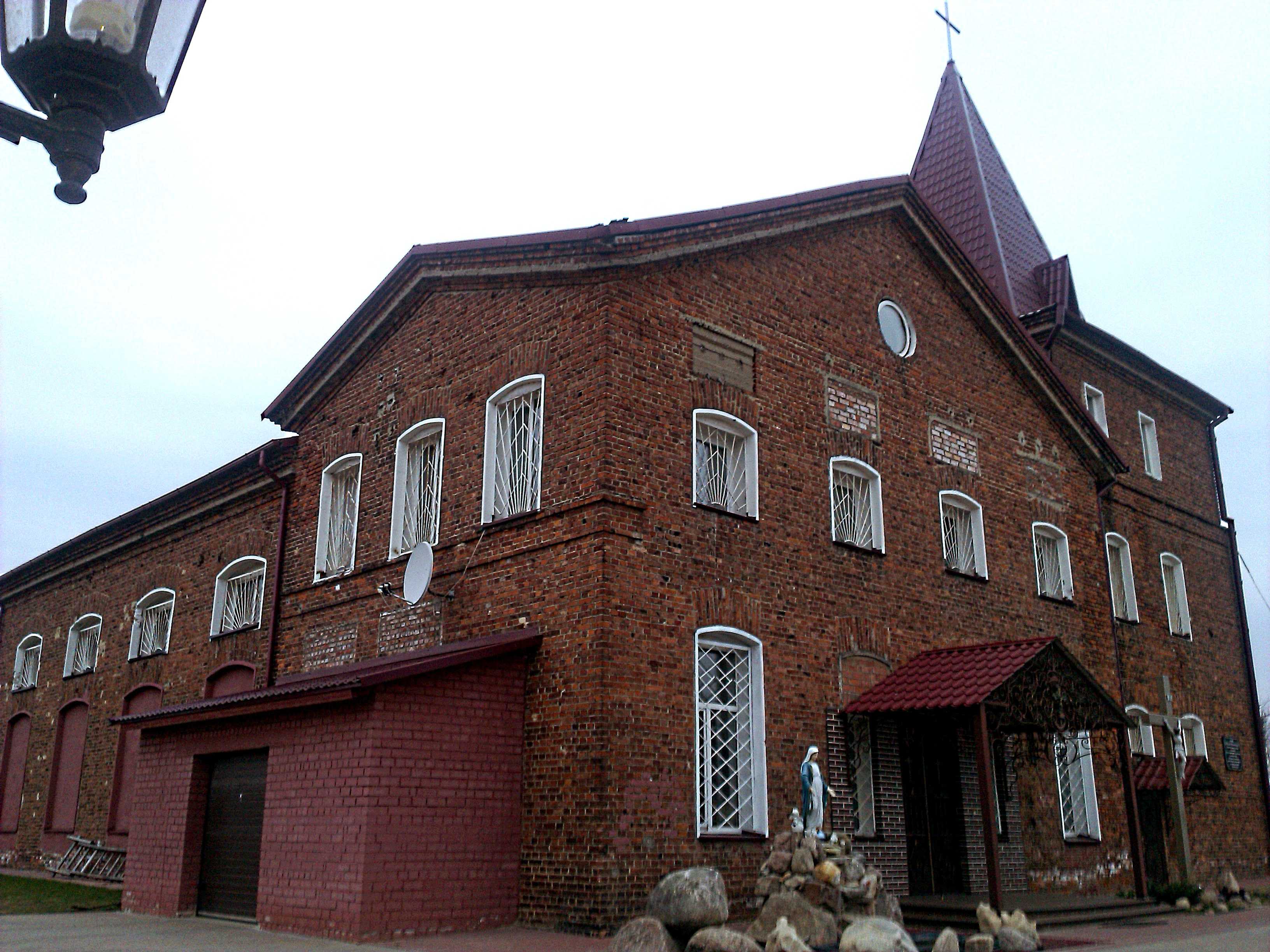
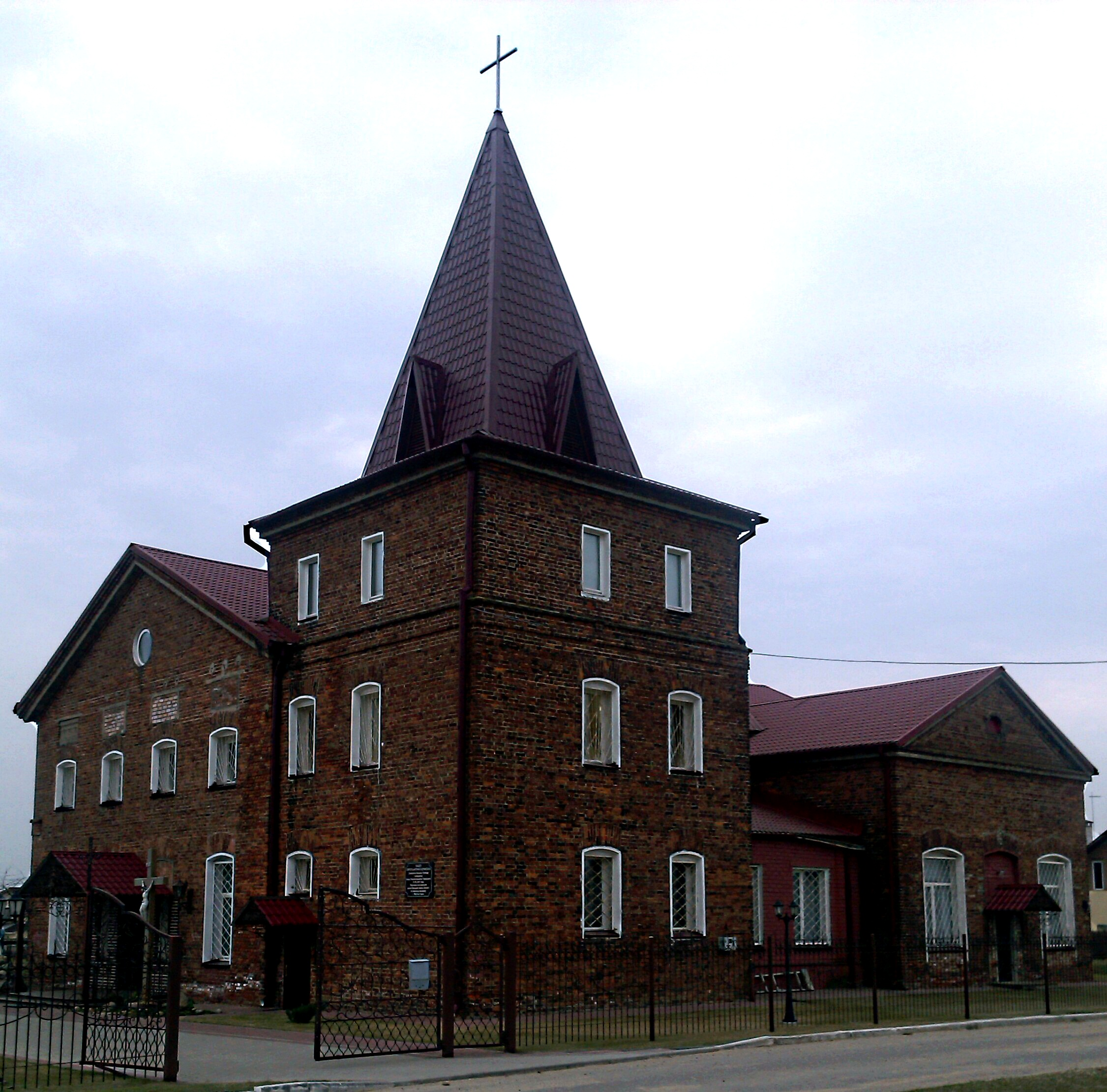
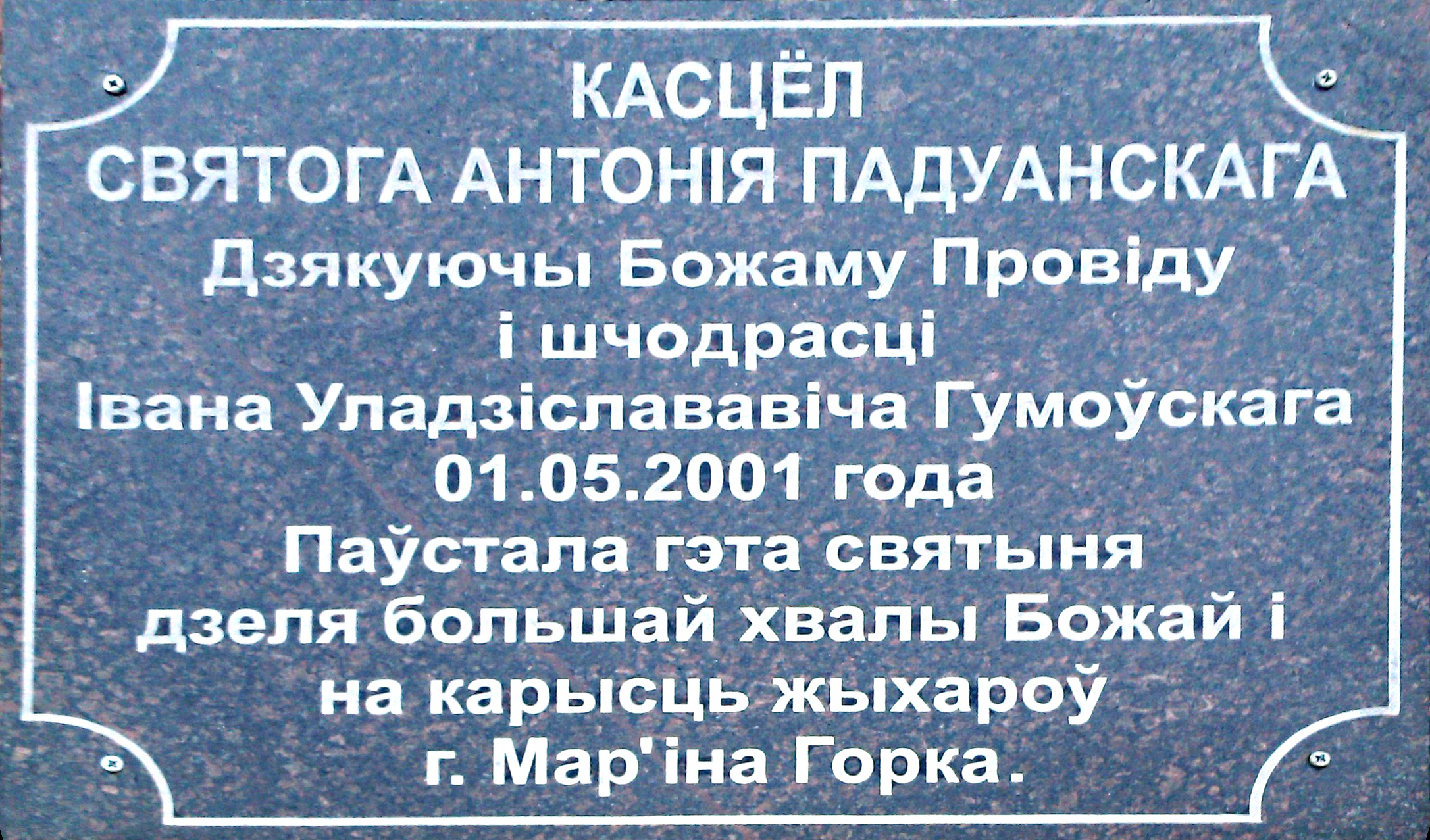
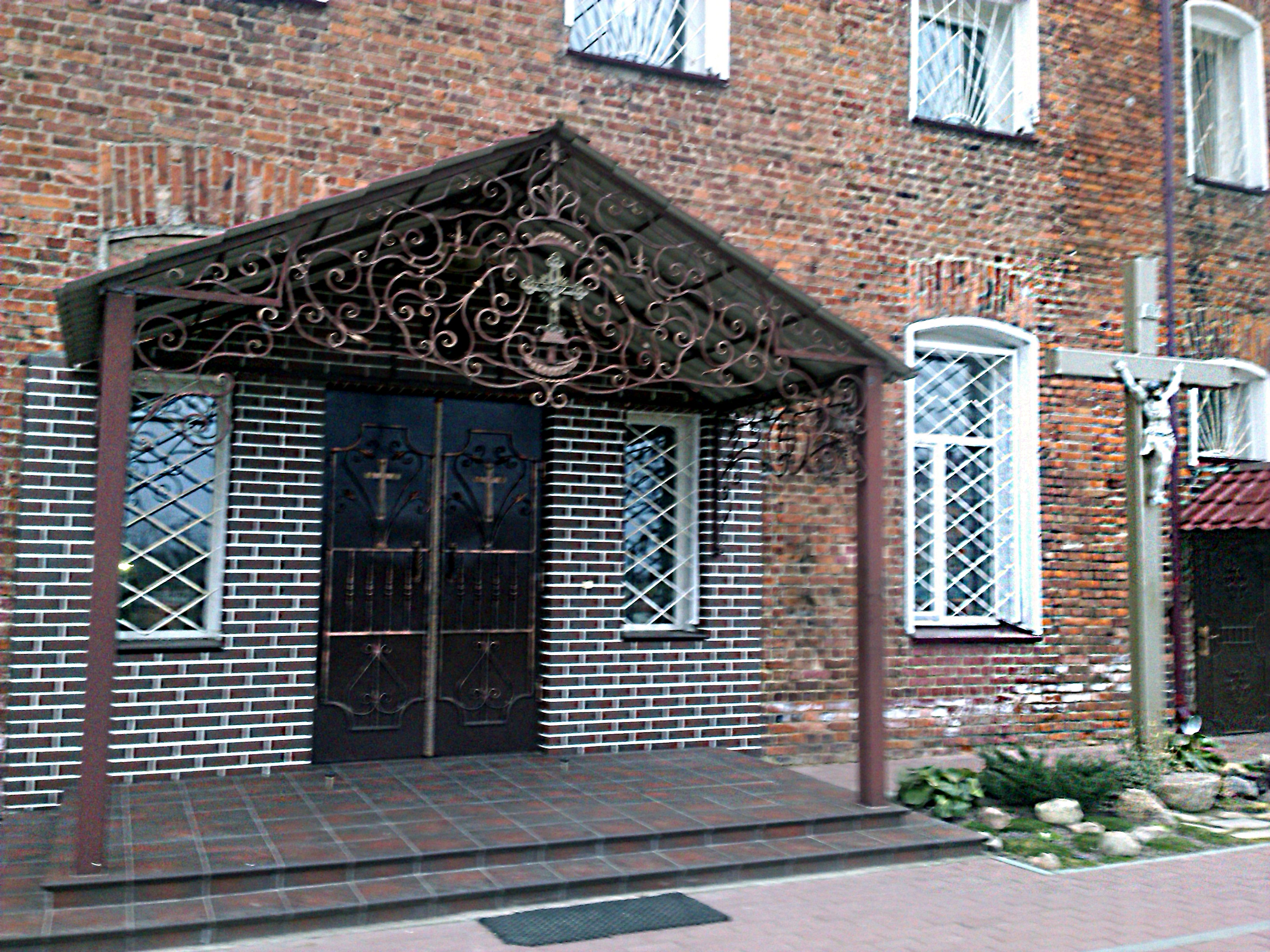
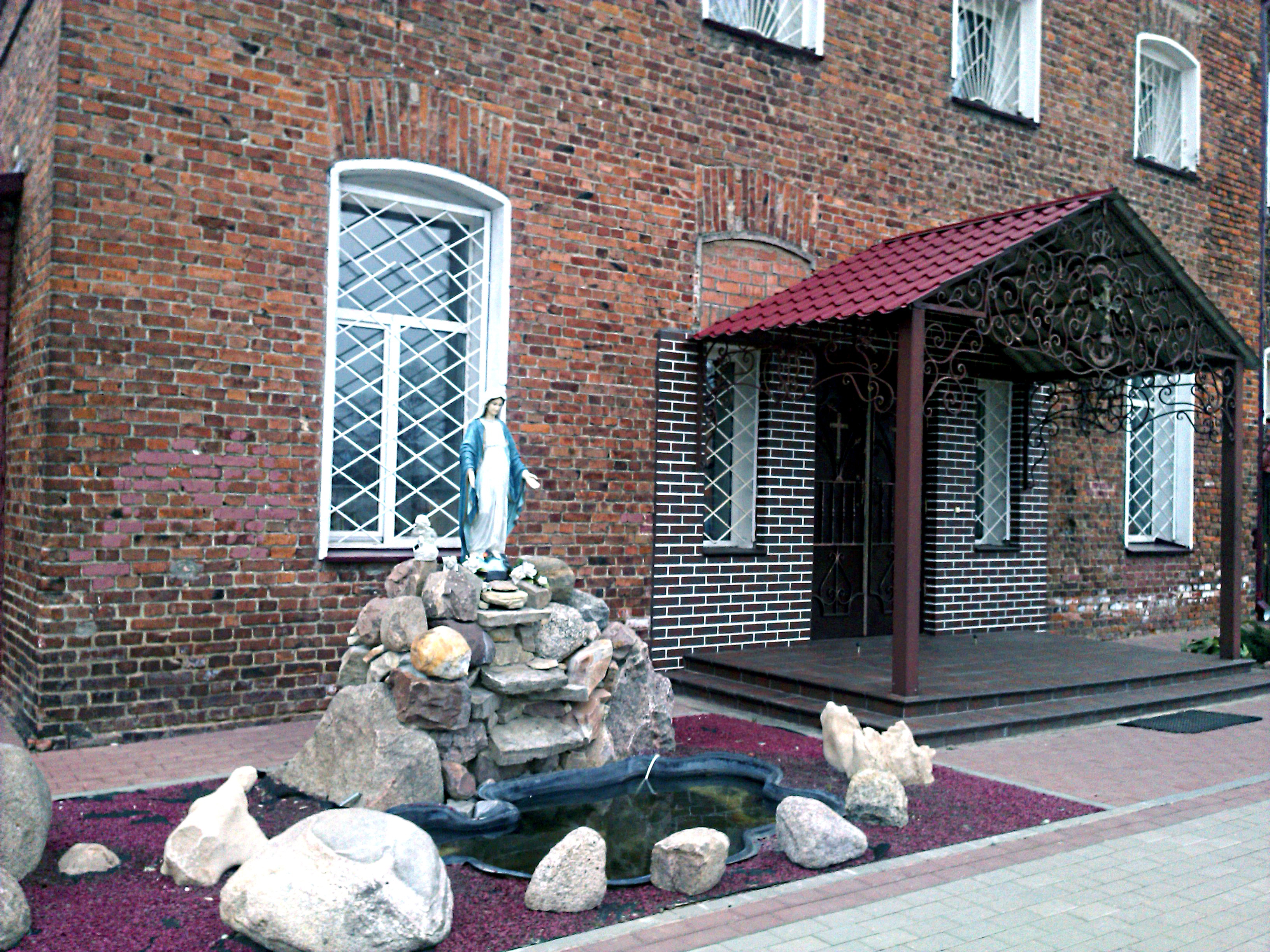

### Усадьба министра
После восстания 1863 года имение было конфисковано и стало собственностью министра внутренних дел Льва Макова. Усадьба создавалась в этот период, во второй половине XIX века в эклектичных формах одновременно со строительством проходящей рядом железной дороги.
Министр проявил дальновидность, убедив инженеров-проектировщиков строящейся в то время железной дороги в преимуществе прокладки её через Марьину Горку.
Усадебный дом построен в 1870—1876 годах. В основу планировки положены виды в сторону реки. Этим определяется положение с южного фасада дома большой террасы. С террасы хорошо просматривался на партере цветник с розами, за которым далее следовала небольшая пойма и река. Рамку перспектив образовывали деревья, фланкирующие партер с восточной и западной стороны.
Усадьба не имеет чёткой композиционной оси. Въездная липовая аллея проходила между плодовыми садами. Она короткая, и вела не к парадному, как обычно, а к цветочному партеру (аллея вырублена в 1991 году в связи со строительством корпуса интерната).
Парадный двор был сравнительно большой. Со стороны сада он зонировался дубовой аллеей (видоизменён в связи со строительством галереи, соединяющей усадебный дом с новым корпусом интерната). Из старых элементов сохранился только вяз шершавый (дерево с плакучей кроной) высотой 5 метров.
Около дома со стороны реки расположен дом небольшого размера. С боков он фиксирован линейными посадками липы крупнолистной. Спуск к реке оформлен подпорной стенкой, вдоль которой установлены скамьи. Симметрично с двух сторон расположены двухмаршевые лестницы, ведущие к реке. Центральную часть двора в прошлом занимал розарий. Отсюда открывалась живописная перспектива на реку. Местом уединения являлась клумба липы (сохранилось 9 деревьев). В послевоенные годы дом был переоформлен. Вдоль подпорной стенки возникла лишняя линейная посадка, закрывающая вид на реку.
Западная часть парка длилась от усадебного дома до железной дороги, завершаясь сравнительно большим древесным массивом (вырублен в годы войны). По оси лестницы заложена аллея вяза, которая хорошо сохранилась.
Усадьба располагала оригинальной водной системой. По словам старожилов, её окружал обводной канал, который заполнялся водами разного происхождения, избыток которых отводил в реку (канал не сохранился). Пруд, впадающий в него водоток в глубоких берегах, протоку в пойме вдоль реки, вероятно, следует считать фрагментами в прошлом единой замкнутой водной системы. Названный водоток в глубоких берегах засыпается на глазах землёй, а вместе с ним и деревья, растущие по склонам. Канал уже не может, как прежде, питать пруд, расположенный за дамбой. Пруд небольшой, прямоугольной формы, от него через очередную дамбу вода поступает в протоку и затем отводится в реку.
Уничтожение водной системы нарушило обмен воды в пруду, и она застаивается, «цветёт». Водоём имел чисто декоративное значение. Он служил купальней (сохранилось пять ступенек ведущей к воде). По словам старожилов, в водоёме имелось удивительное сооружение — подъёмник, укреплённый на тросах. При помощи этого приспособления поднималось на поверхность чашеобразная площадка с сетью и рыбой. В связи с этим считалось, что пруд имеет деревянное дно. А в северо-западном углу был небольшой островок, называемый «островом любви и вздохов». К маленькой беседке на острове был перекинут мостик.
Северная часть парка застроена. Вдоль зданий — крупные экземпляры туи. Из старых деревьев сохранился крупнейший в Беларуси экземпляр вяза гладкого высотой 36 метров, диаметр ствола — 143 см. Корпусом санатория нарушена целостность дубовой аллеи, за которой расположен плодовый сад. Север и северо-западную часть усадьбы занимает большой строящийся корпус санатория. Одноэтажное, с высоким цокольным этажом, строение складывается из трёх объёмов, присоединённых один к одному. В самой широкой части, со стороны северного фасада — парадный вход. Над угловыми частями здания возвышались на кронштейнах квадратные, с высокими шпилями, баннечки. В крыше прорезаны полуциркулярные окна. Декоративный эффект достигается цветным и фурнитурным решением стен основного и цокольного этажей. Цокольный этаж облицован колотым серым мрамором, а стены основного этажа из красного кирпича.
Усадебный дом — памятник эклектической архитектуры. В здании с 1935 по 1941 годы был дом творчества белорусских писателей. Сейчас там располагается детский реабилитационный Центр «Пуховичи».

### Церковь Успения
В 1859 году настоятелем Покровской церкви в Новосёлках стал молодой священник Фома Русецкий, недавно закончивший Минскую духовную семинарию. С его именем связано строительство в Марьиной Горке вместо часовни большого каменного храма. Храм поначалу был задуман как памятник отмене крепостного права. Свою деятельность по возведению храма Фома Русецкий начал со сбора пожертвований. Первые деньги на строительство храма внесли крестьяне близлежащих волостей. В 1863 году в Марьиной Горке произошло шляхетское восстание. Восставшие собирались убить Фому Русецкого за то, что годом раньше он выступил против их петиции о присоединении Минской губернии к Царству Польскому. Как рассказывает летопись Новосёлковского монастыря, крестьяне стали на защиту пастыря. Четверо крестьян были убиты, десять ранены. В летописи приведены фамилии крестьян, погибших в тот день. Все они были похоронены на кладбище вблизи часовни. После этого храм в Марьиной Горке решили возвести не только в память отмены крепостного права, но и в память о тех, которые погибли в 1863 году.
С ещё большим рвением взялся Фома Русецкий за сбор пожертвований. В 1866 году он объехал ряд городов, побывал в Казани, Нижнем Новгороде, Вильне и собрал 15 000 рублей. С помощью министра внутренних дел Л. С. Макова строительные материалы удалось получить бесплатно. В 1871 году заложили фундамент храма, а через 8 лет строительство завершилось. 30 августа 1879 года церковь освятили именем Успения Божьей Матери. Каменная и вместительная, она по своему архитектурному стилю напоминала греческие церкви. Это сходство было не случайным, так как храм в Марьиной Горке возводился по плану греческой церкви Святого Дмитрия в Санкт-Петербурге. Последняя по своему внешнему виду напоминала собор Святой Софии в Константинополе.
Собор был пятиглавым, красиво вырисовывался на возвышении. Имел три входа: 1-й со стороны железной дороги для всякого люда, 2-й со стороны техникума для студентов, 3-й от поместья, для семьи Макова. За собором стояла часовня и сообщались они подземным ходом. Предполагается, что подземный ход соединял Собор и поместье Макова. Внутри собора была богатая роспись, много драгоценностей.
В 1894 году в Марьиной Горке освятили ещё один престол. Он был назван в честь святого Александра Ивьевского. В начале 20 века при церкви создали особый приход. Неотъемлемой и очень важной частью в жизни Марьиной Горки до конца 20-х годов остаётся крестный ход, в котором обычно принимали участие жители шести близлежащих приходов.
Только в 30-х годах прервалась церковная жизнь в Марьиной Горке. По воспоминаниям старожилов, когда храм закрыли, в нём решили разместить клуб. Стали замазывать все фрески, несколько раз белили стены, а лики святых всё равно проявлялись. Стены удалось побелить. Была попытка переделать храм в зернохранилище. Сделали в нём плеть, завезли зерно, но по весне всё зерно сгнило. Тогда, убедившись, что церковь к своим потребностям никак не приспособить, её взорвали.

### Памятники, скульптура
- Памятник В. И. Ленину
- Братская могила —  Историко-культурная ценность Республики Беларусь, шифр 613Д000516.
- «Пушка» — в честь славного подвига 82 стрелкового полка Красной Армии. Он разгромил здесь превосходящие силы белополяков. За это Реввоенсовет Республики полк наградил высшей наградой того времени — Почетным революционным Красным Знаменем.
- «САУ» — в честь воинов-освободителей 1-го гвардейского Донского танкового корпуса.
- Мемориал в честь 8-й Гвардейской Краснознаменной танковой дивизии.
- В 1970 году установлен обелиск по увековечиванию памяти советских воинов, партизан и подпольщиков Пуховщины.
- В 1972 году комсомольцы Марьиной Горки и района отдали дань памяти патриотке Л. Г. Гайдученок, установив памятник в городском парке.
- Памятник-самолёт МиГ-29.
- Мемориальная доска в честь композитора И. М. Лученка.

## Галерея

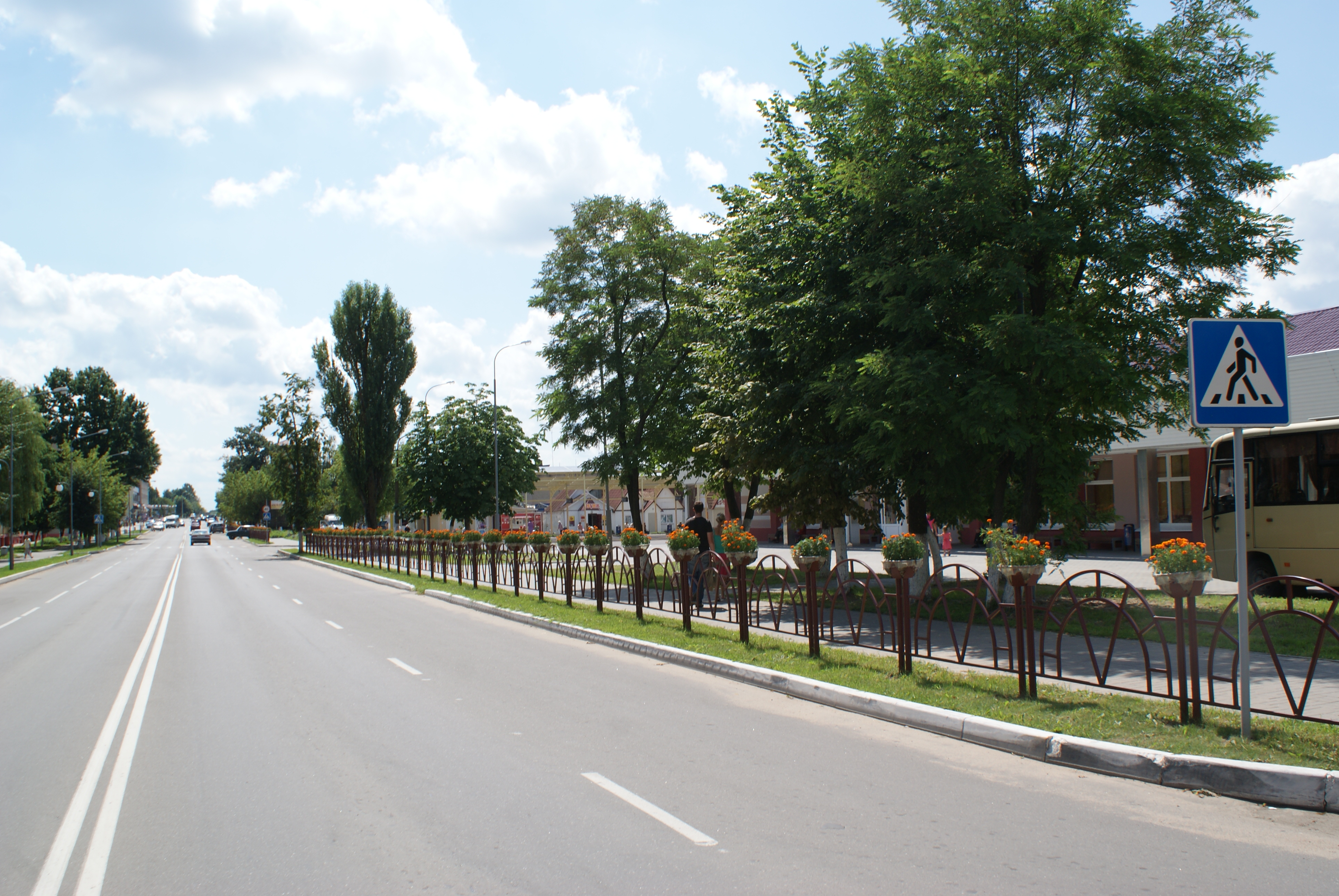
На улице города
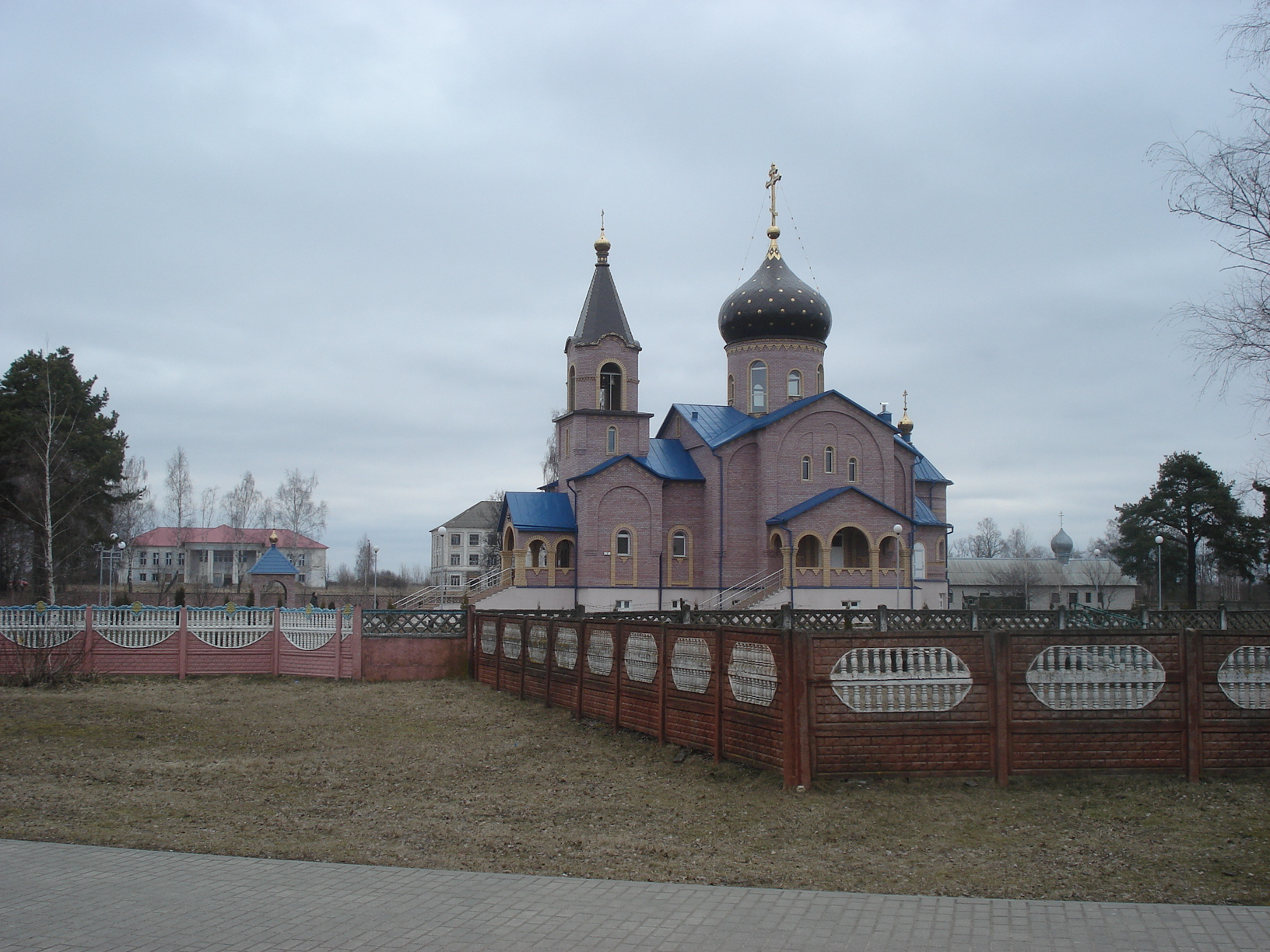
Церковь Александра Невского
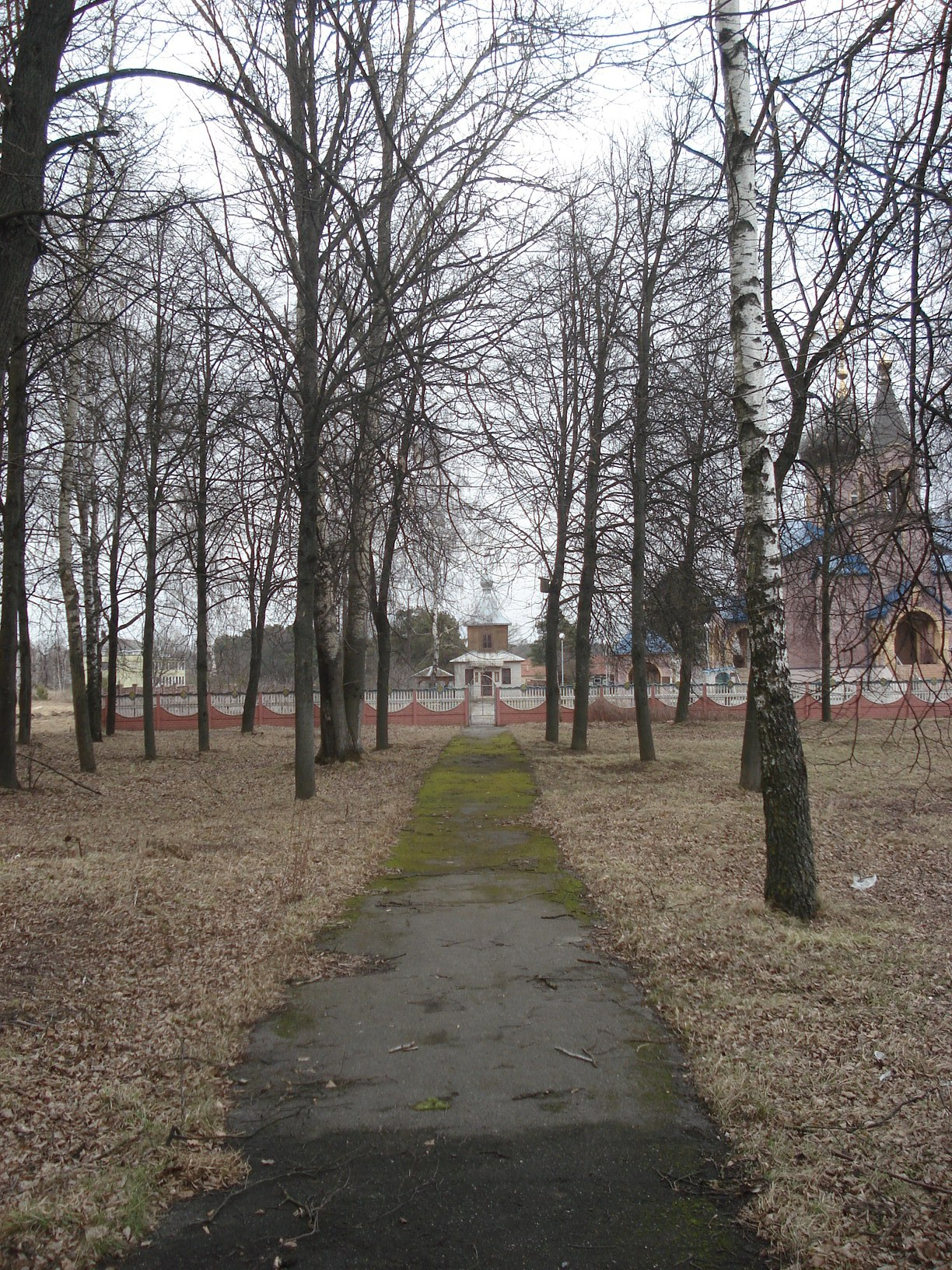
Часовня у церкви
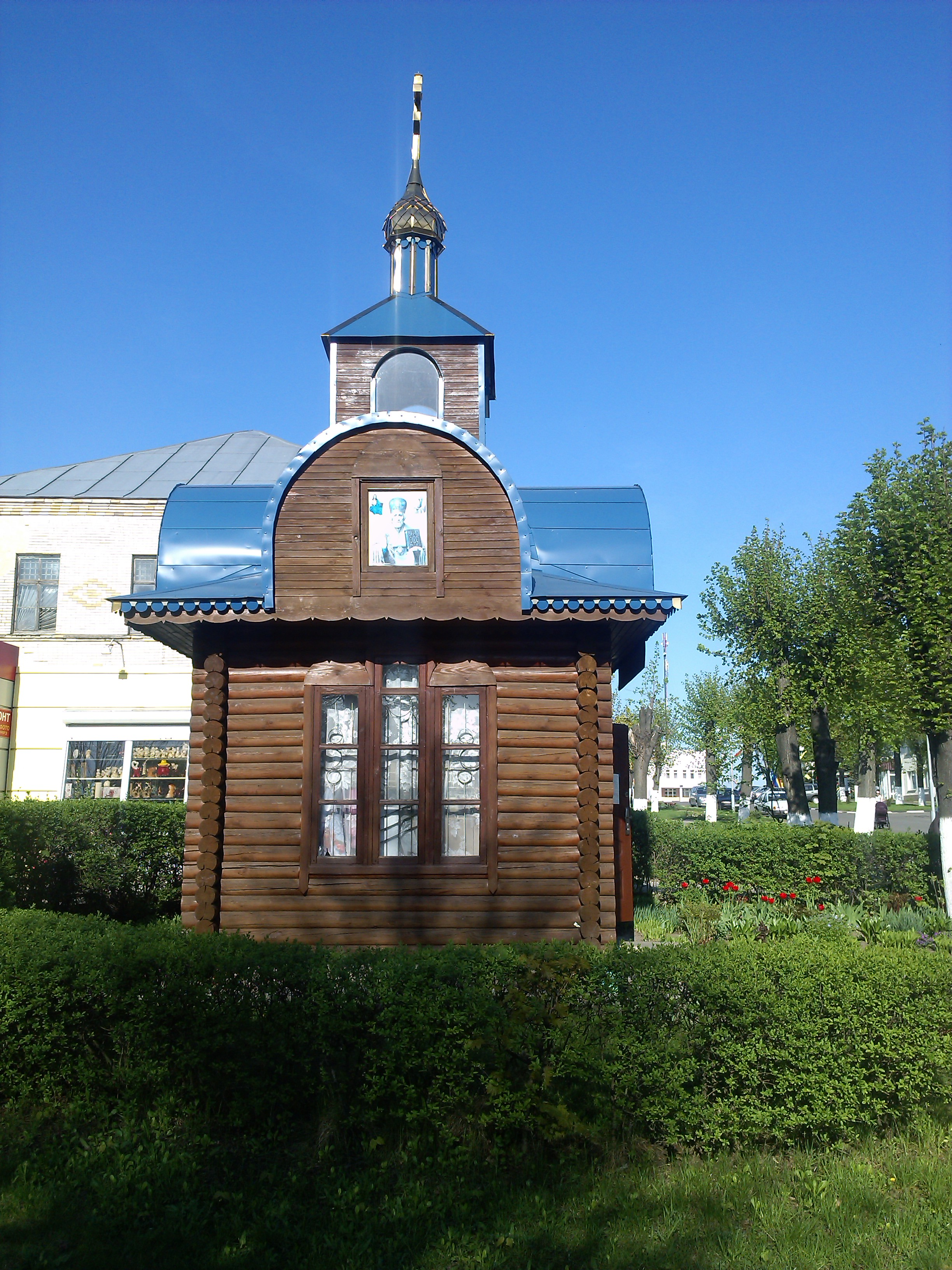
Православная часовня в центре Марьиной Горки
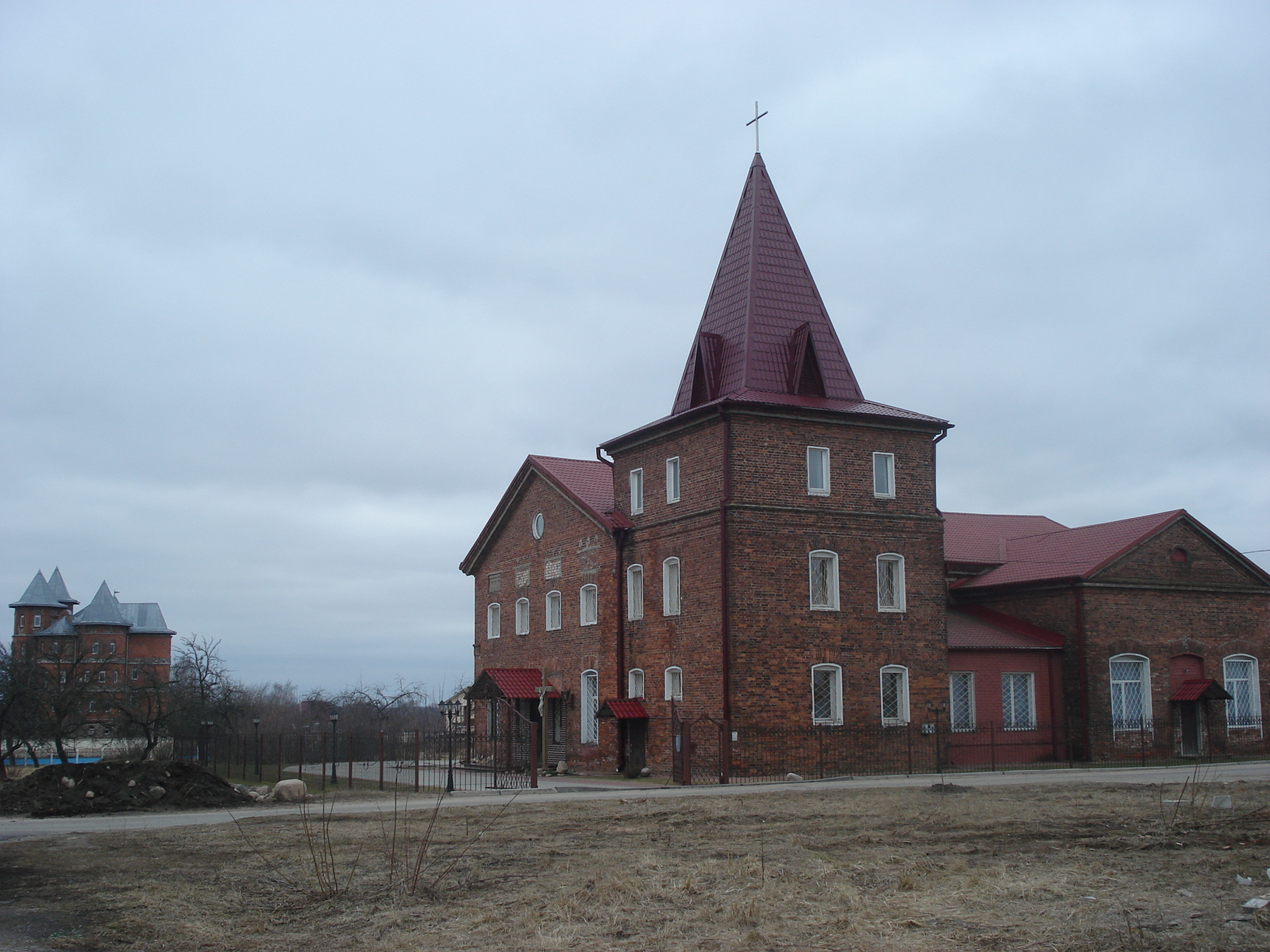
Костёл Святого Антония
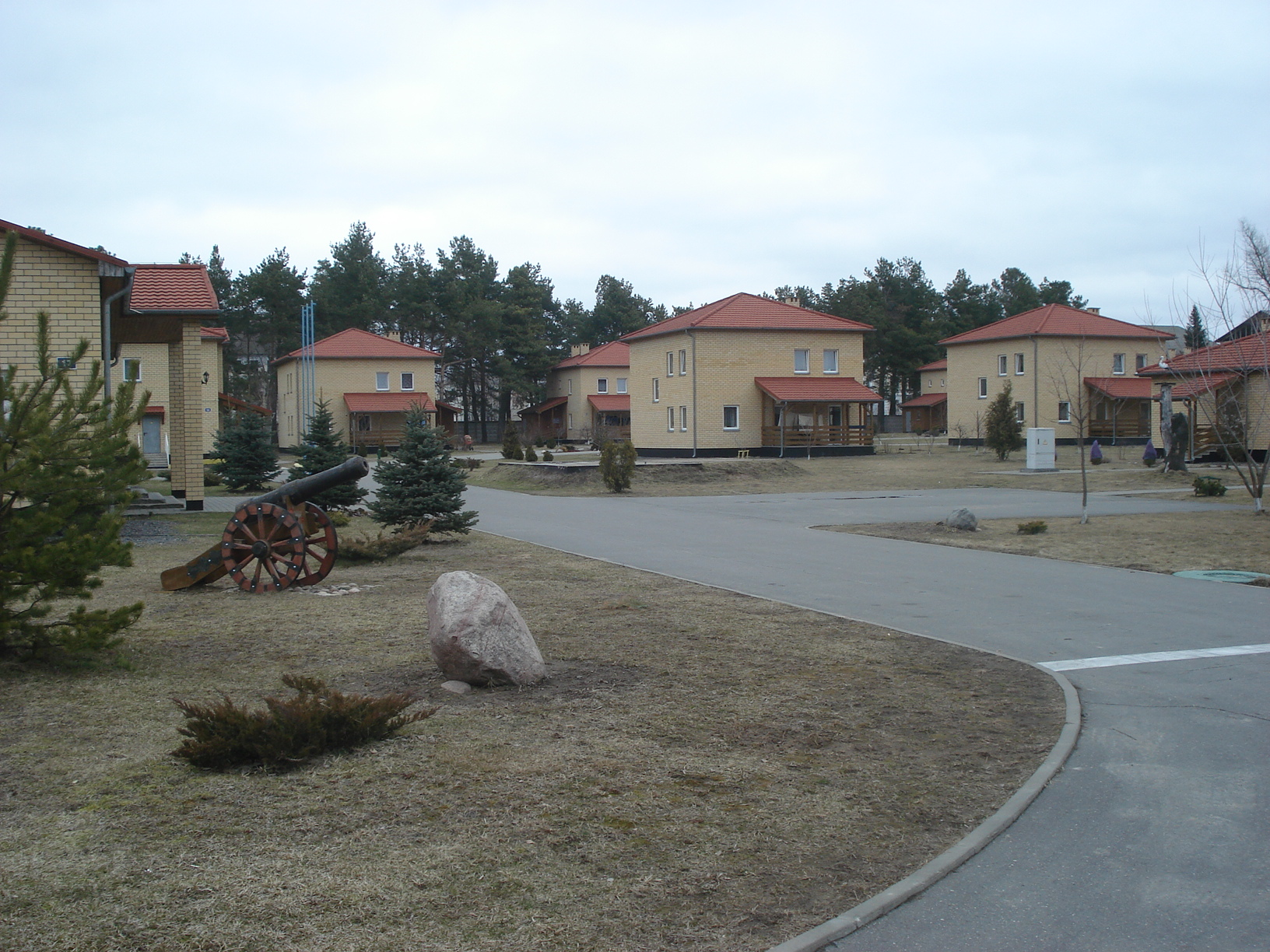
Детская деревня SOS
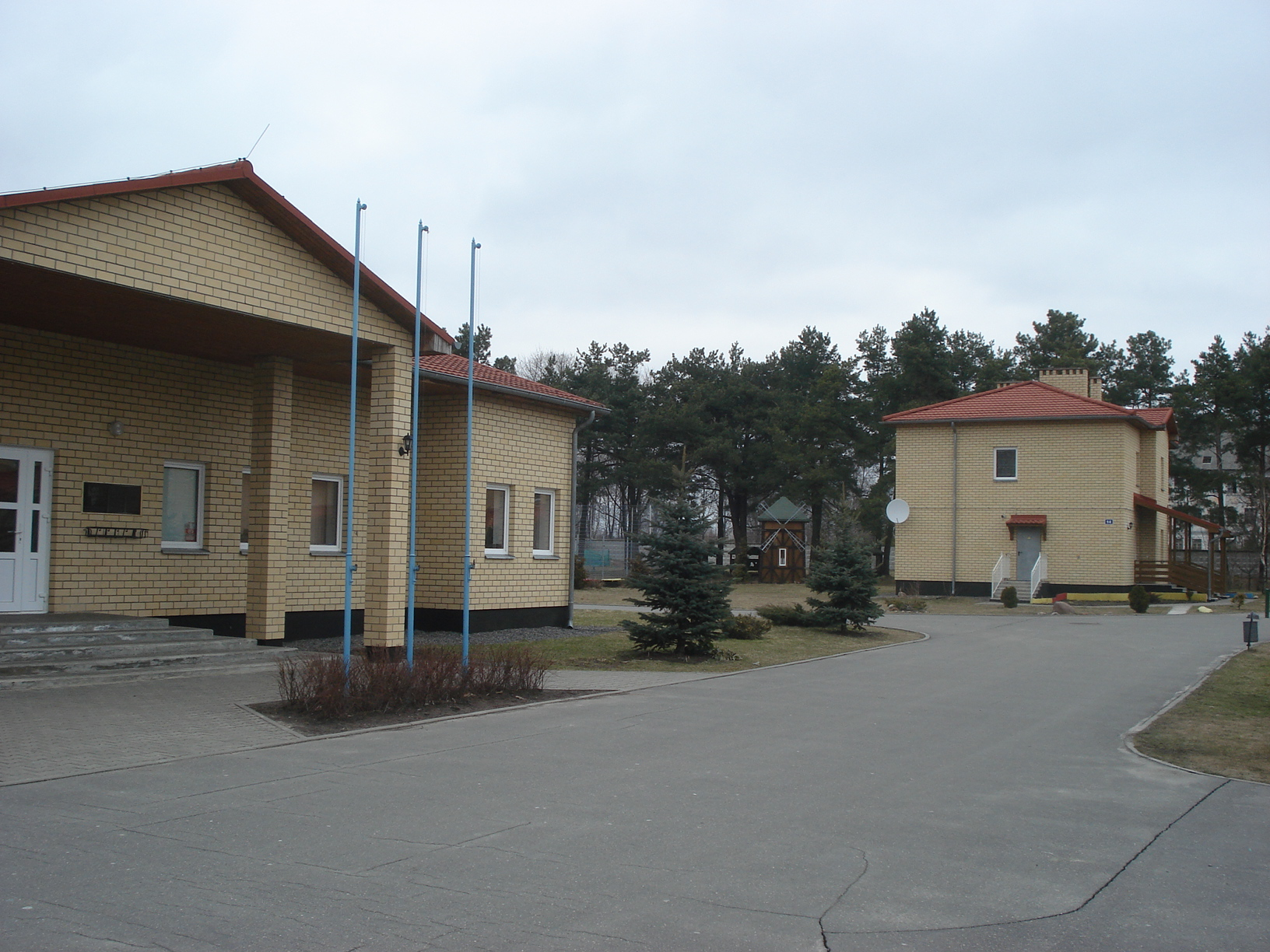
Детская деревня SOS
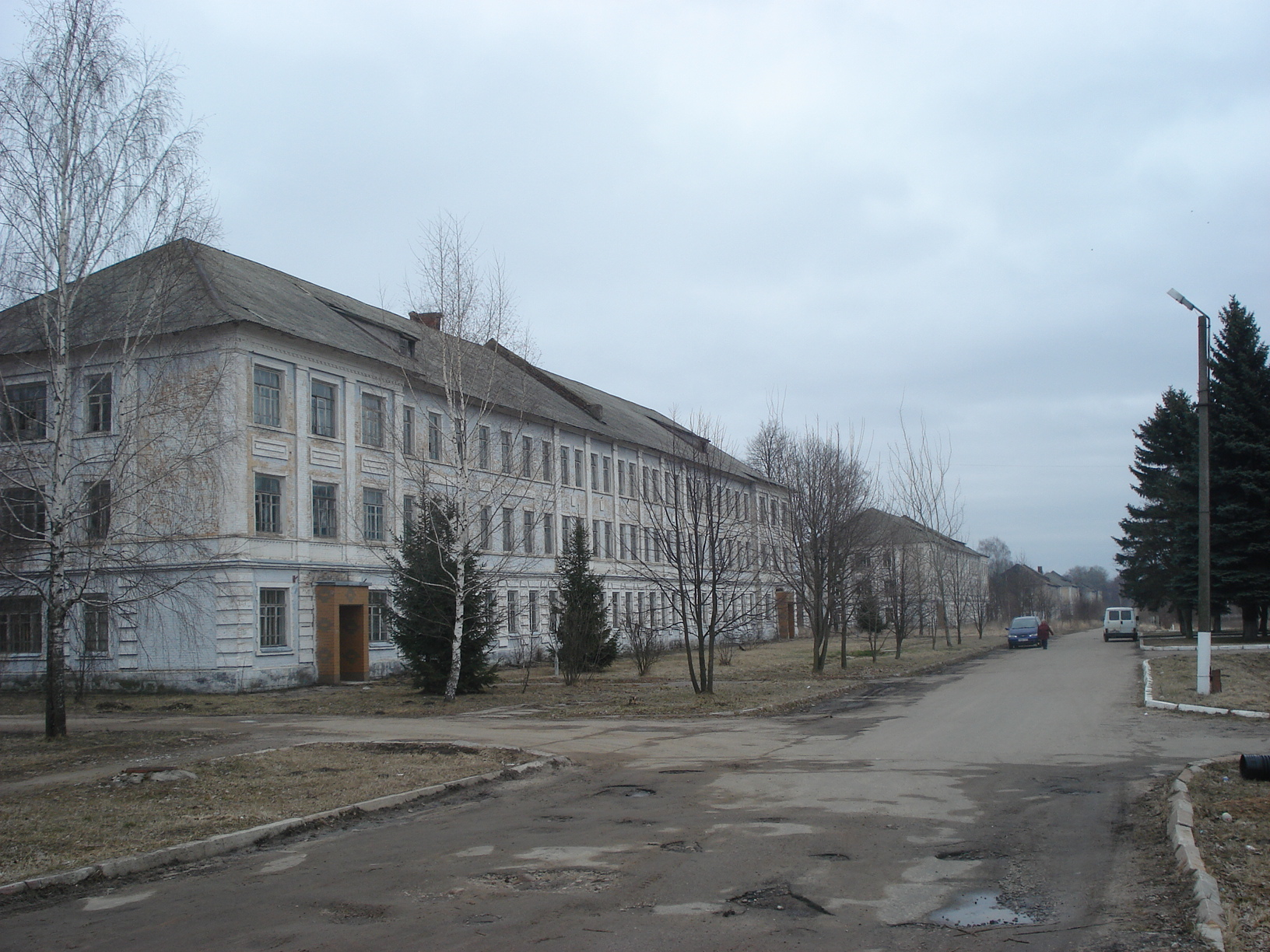
Воинская часть
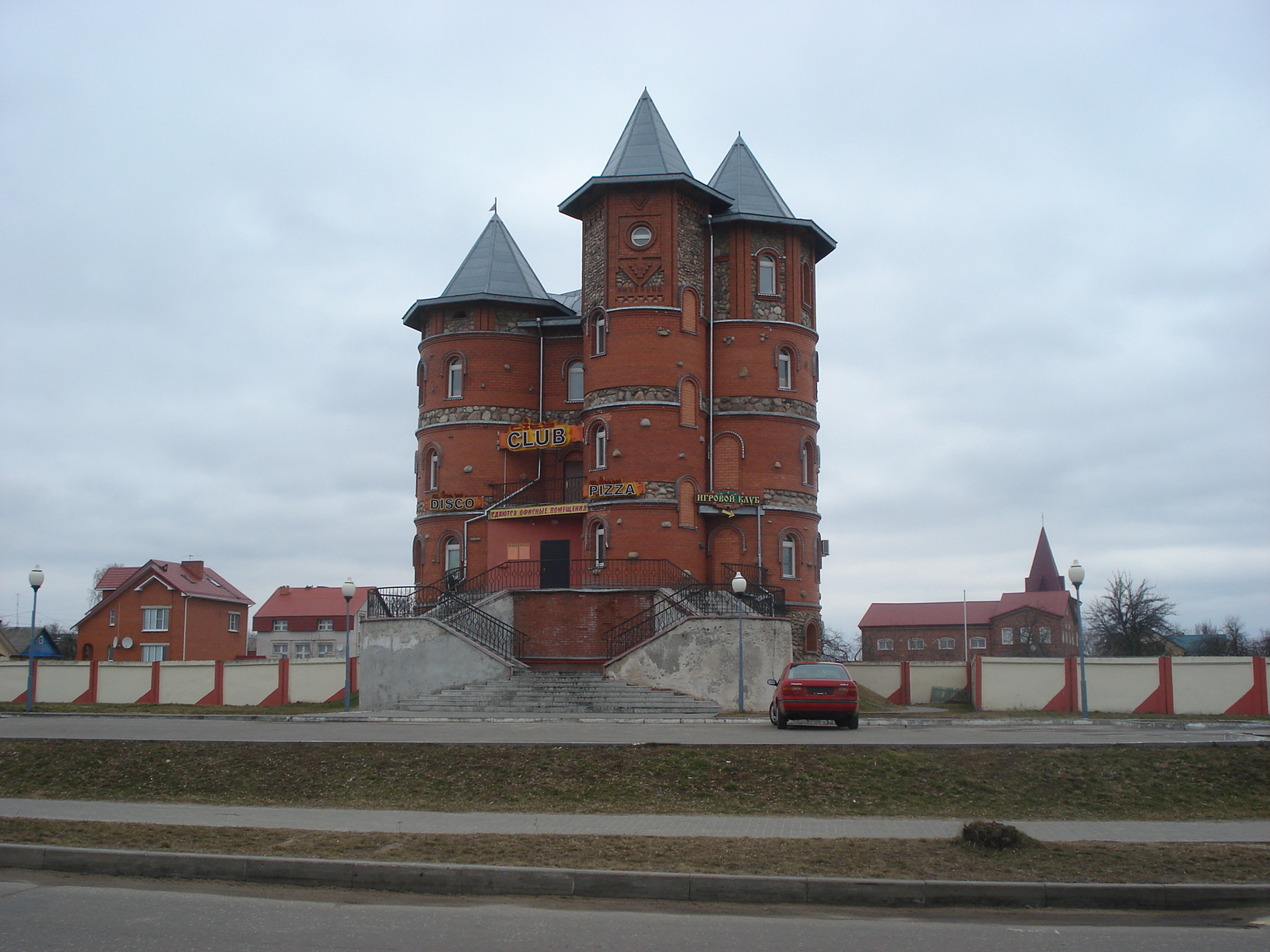
Клуб «Замок»
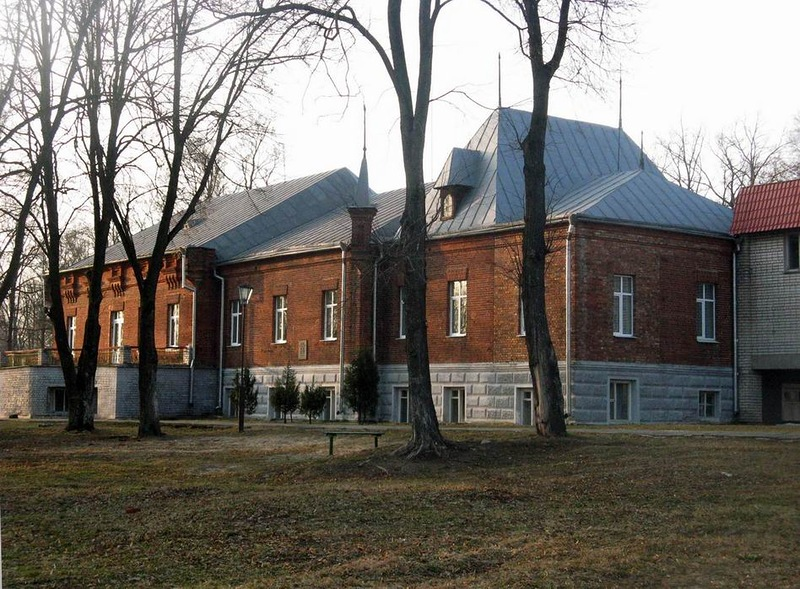
Усадьба Маковых
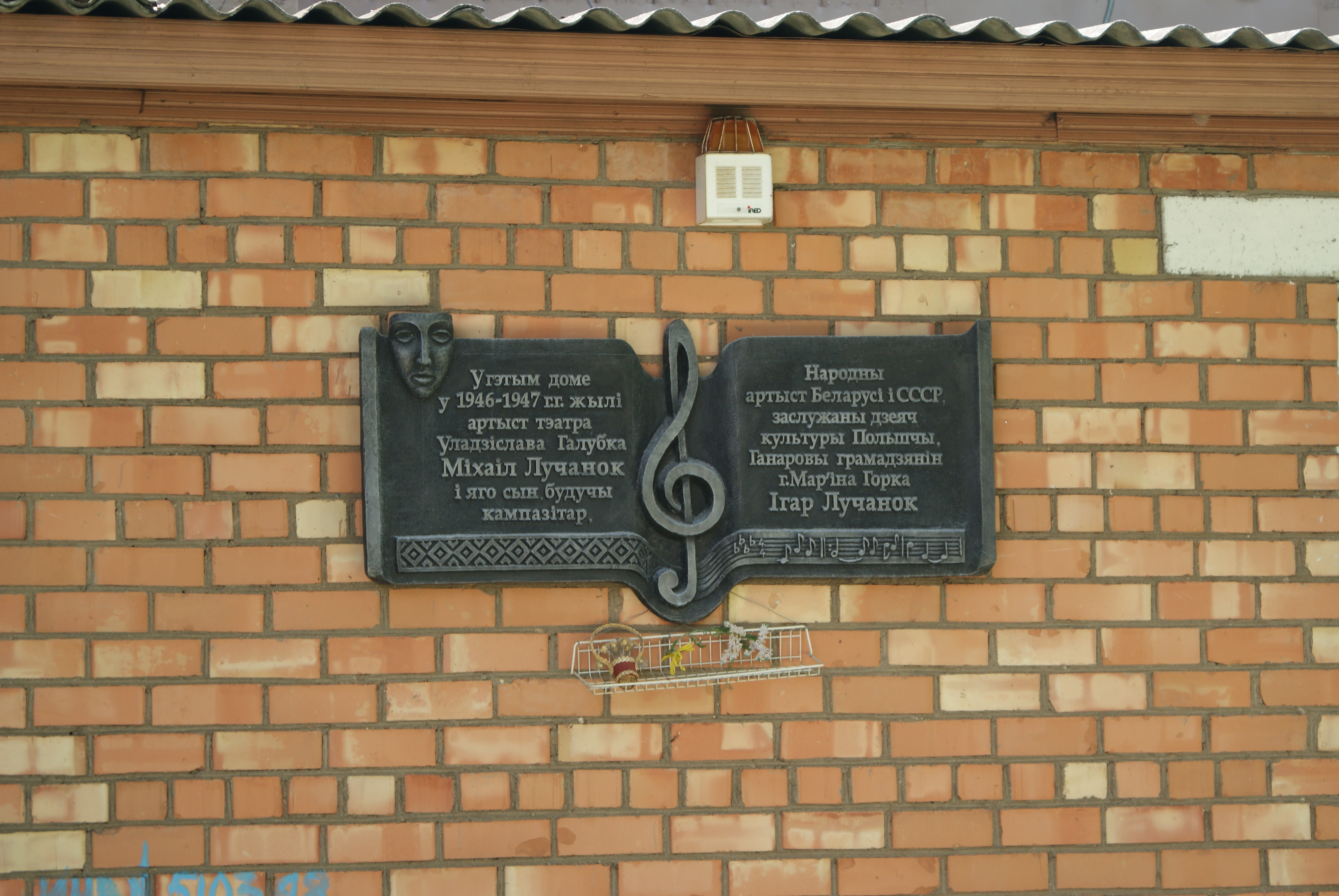
Мемориальная доска в честь композитора Игоря Лученка
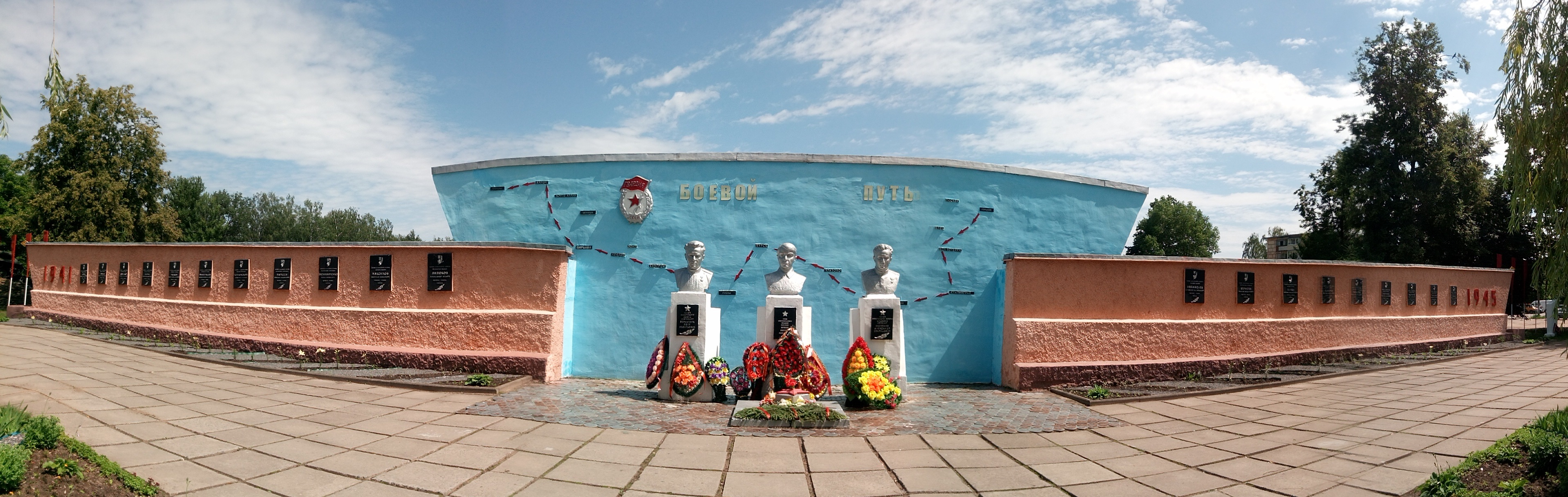
Мемориал 8-й танковой дивизии
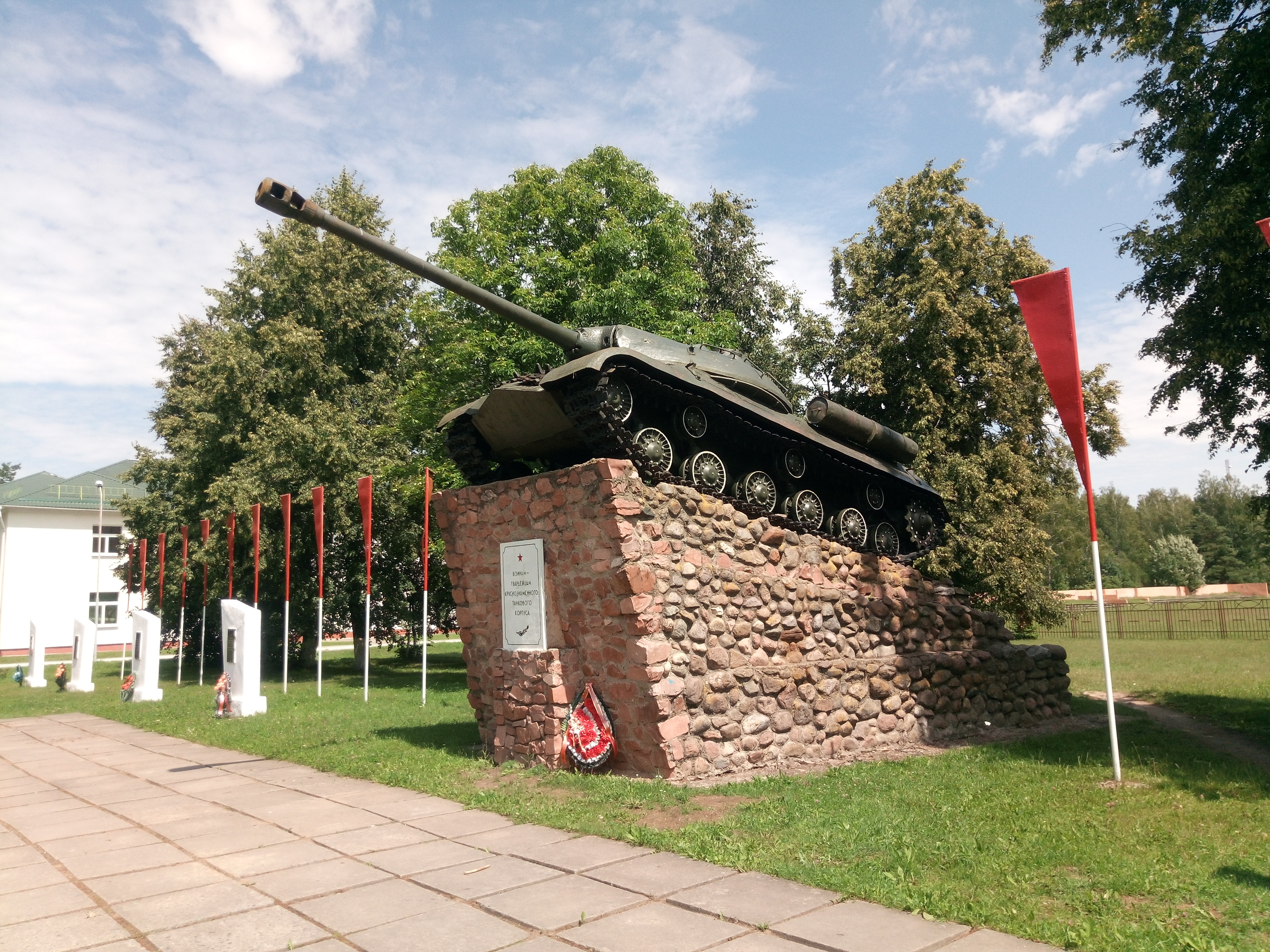
Памятник воинам-гвардейцам Краснознамённого танкового корпуса

## Марьина Горка в культуре
В разное время художниками был написан ряд картин, посвящённых Марьиной Горке и её окрестностям.
Существуют песни о Марьиной Горке, музыка к которым писалась Игорем Лученком, Владимиром Третьяковым и другими.
В 2019 году Марком Веремейчиком был снят четырёхсерийный документально-художественный фильм «Марьиногорский исследователь», действия которого происходят у знаковых мест города и в его окрестностях.
Белорусским телевидением снято немало передач об истории Марьиной Горки, написаны и изданы десятки краеведческих книг.

## Спорт
Имеется два стадиона: «Городской» и «Звезда». На них выступают футбольный клуб «Виктория», ФК «Звезда» и юношеские команды по футболу. Согласно генплану развития города, запроектированы многофункциональный спортзал и каток на 500 мест. Функционируют: шашечный клуб «Дебют», отделение пулевой стрельбы ГУ «Минская областная комплексная специализированная ДЮСШ олимпийского резерва», спортивная школа, ФОЦ «Виктория».

## СМИ
Районная газета «Пухавіцкія навіны» (до 1992 года «Сцяг працы»).

## Международное сотрудничество

### Города-побратимы
- Дмитров, Россия
- Барышевка, Украина
- Свебодзице, Польша

### Города-партнёры
- Москва, Юго-Восточный административный округ, м/о Марьино, Россия
- Боровичский район, муниципальный район; Россия
- Троян, Болгария
- Березань, Украина
- Прохоровка, Белгородская область, Россия